# هواپیما

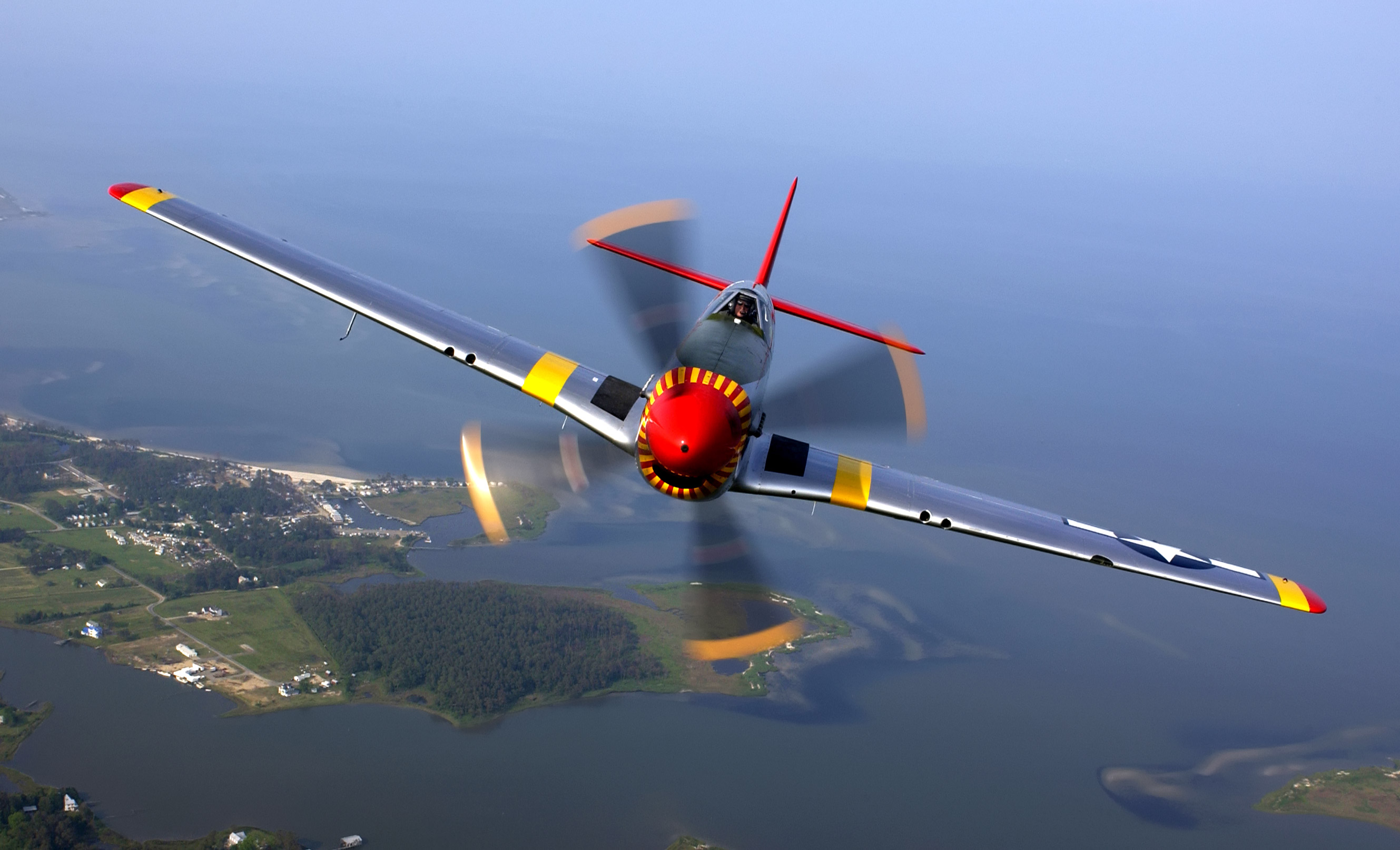
نورث امریکن پی-۵۱ ماستنگ، یکی از هواپیماهای جنگی در جنگ جهانی دوم

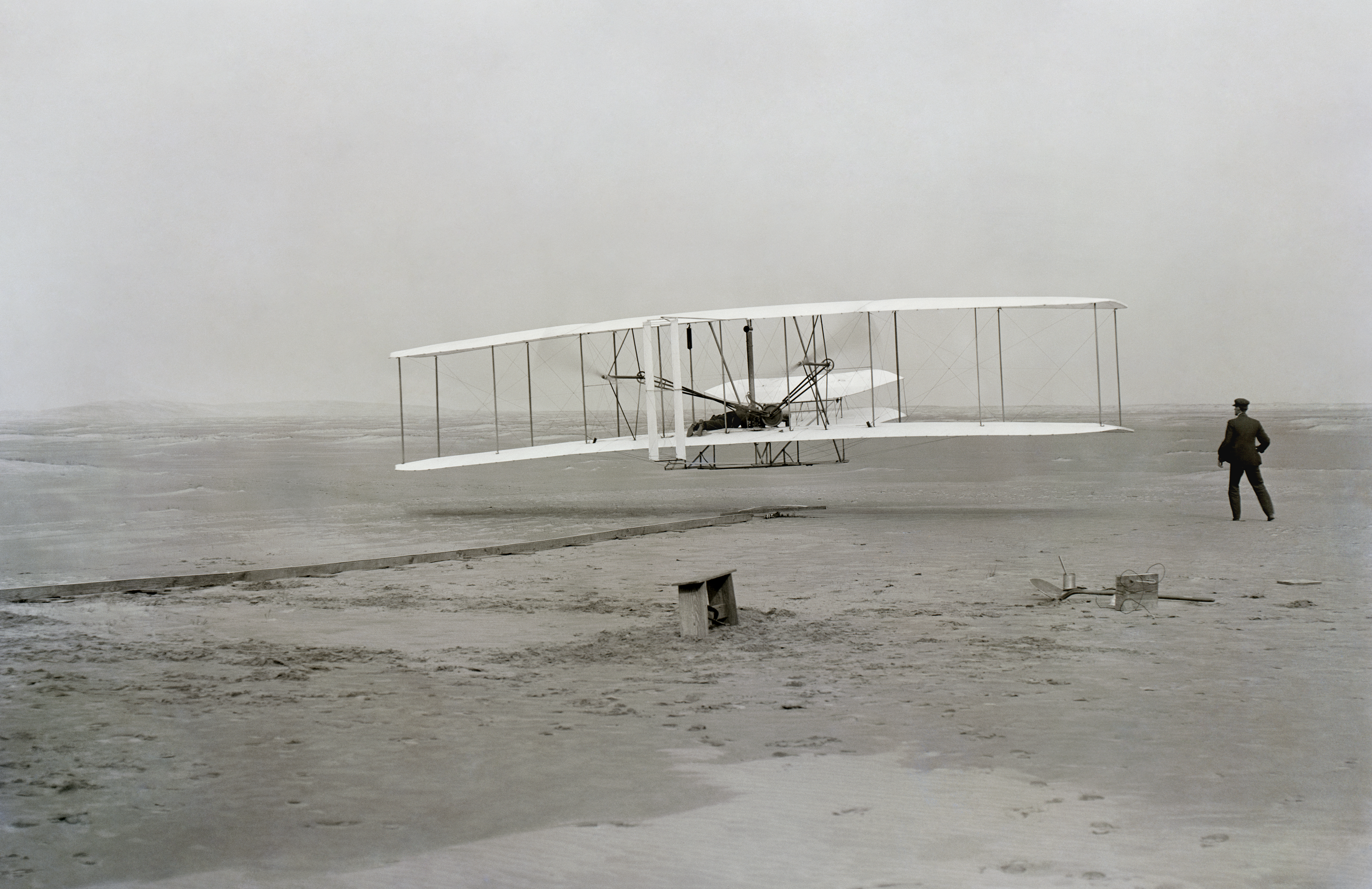
اولین پرواز یک هواپیما، پرنده رایت در ۱۷ دسامبر ۱۹۰۳ میلادی

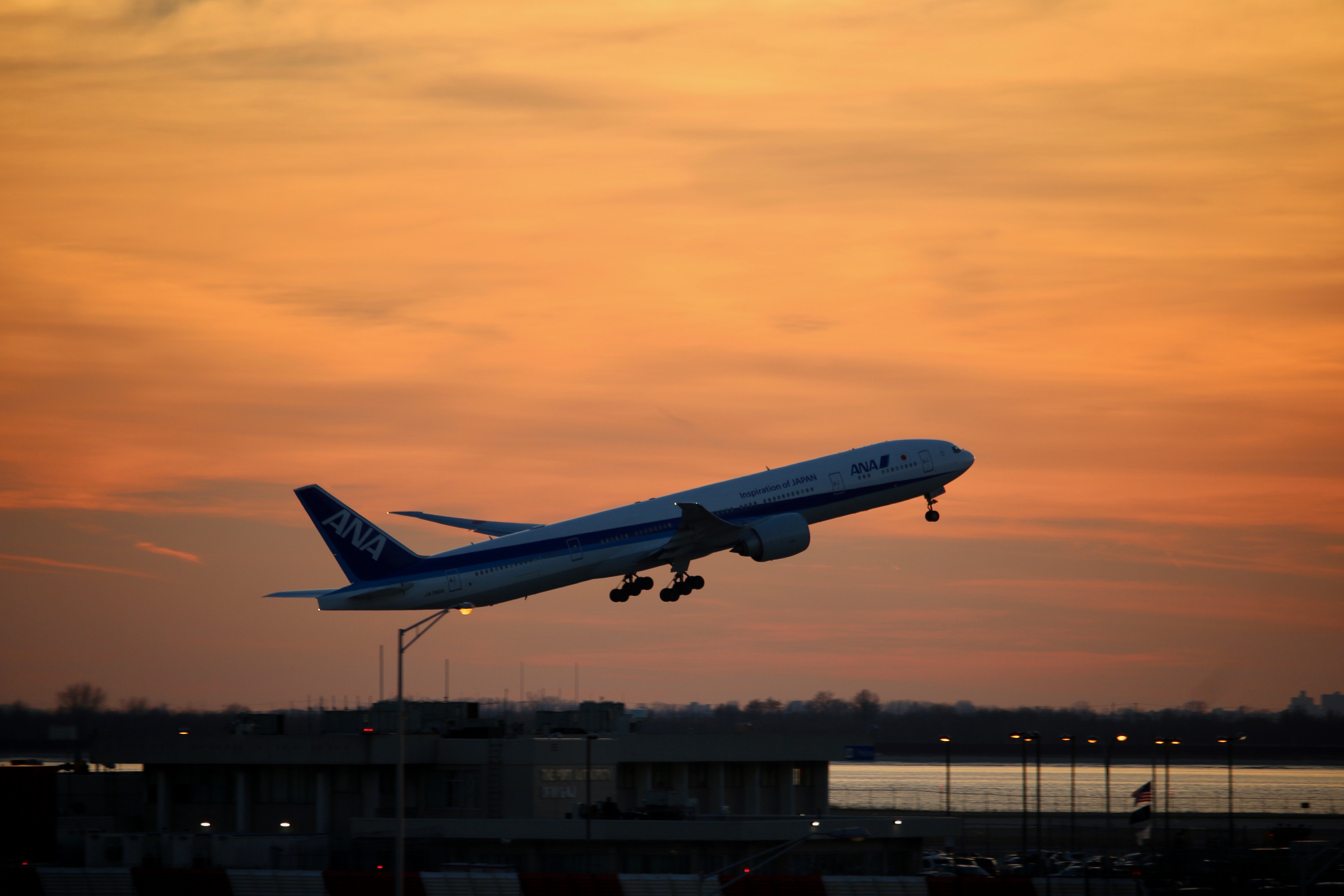
یک بوئینگ ۷۷۷ متعلق به آل نیپون ایرویز که از فرودگاه بین‌المللی جان اف کندی در حال بلند شدن است.

هواپیما (به انگلیسی: airplane یا aeroplane) (حالت غیررسمی: plane)، هواگرد ثابت‌بالی است که توسط موتور جت، ملخ یا موتور راکت به جلو رانده می‌شود. هواپیماها در ابعاد، اشکال و آرایش‌های مختلف بال ظاهر می‌شوند. طیف وسیع کاربردهای هواپیما شامل مواردی از قبیل تفریح، انتقال کالا و افراد، نظامی و تحقیقاتی است. انتقال‌های هوانوردی تجاری در سراسر جهان سالانه بیش از چهار میلیارد مسافر را از طریق هواپیماهای مسافربری و بیش از ۲۰۰ میلیارد تن-کیلومتر محموله را سالانه جابجا کرده که کمتر از ۱ درصد از جابجایی محموله‌ها در سراسر جهان است. اکثر هواپیماها توسط خلبانی از اعضای خدمه به پرواز در می‌آید، اما برخی از هواپیماها همچون پهپادها به گونه‌ای طراحی شده‌اند که توسط کنترل از راه دور یا رایانه به پرواز درآیند.
برادران رایت اولین هواپیما را در ۱۹۰۳ میلادی اختراع کرده و به پرواز درآوردند و اختراعشان به عنوان «اولین پرنده سنگین‌تر از هوای پایدار و کنترل‌شده» شناخته شد. کار آن‌ها ادامه کارهای جورج کیلی در ۱۷۹۹ بود، کسی که مفهوم هواپیماهای نوین را به پیش کشید (سپس مدل‌ها و گلایدرهای حامل مسافر را ساخته و با موفقیت به پرواز درآورد). اوتو لیلینتال بین سال‌های ۱۸۶۷ تا ۱۸۹۶ میلادی، جزو پیشتازان هوانوردی انسانی اهل آلمان بود که به مطالعه پرندگان سنگین‌تر-از-هوا نیز پرداخت. فناوری هواپیماها پس از استفاده محدود ازشان در جنگ جهانی اول، به توسعه خود ادامه داد. هواپیماها در تمامی نبردهای عمده جنگ جهانی دوم حضور داشته‌اند. اولین هواپیمای جت، هاینکل ۱۷۸ آلمانی در ۱۹۳۹ میلادی بود. اولین جت مسافربری، د هویلند کامت بود که در ۱۹۵۲ میلادی معرفی شد. بوئینگ ۷۰۷، اولین جت تجاری بود که به موفقیت گسترده دست یافت و تا بیش از ۵۰ سال از ۱۹۵۸ تا ۲۰۱۳ میلادی مشغول خدمت بود.

## واژه‌شناسی
واژهٔ هواپیما توسط فرهنگستان ایران در زمان رضاشاه پهلوی ساخته‌شد و در ایران و دیگر کشورهای فارسی‌زبان رایج گردید. این واژه از ترکیب دو واژه هوا و پیما که از ریشه پیمایش یا پیمودن مشتق‌شده تشکیل می‌شود. پیش از ساختن واژهٔ هواپیما، در زمان قاجار واژه عربی «طَیّاره» بکار گرفته می‌شد که با واژه «طیور» در دام‌پروری هم‌ریشه است. در زبان انگلیسی واژه airplane یک وام‌واژه از فرانسوی aéroplane است که ریشه در زبان یونانی دارد.

## تاریخچه

### دورانباستانواساطیر
در داستان‌های اسطوره‌ای باستان نقل می‌کنند که انسان همیشه سعی می‌کرده به نحوی عمل پرواز را انجام دهد. برای مثال در افسانه‌های یونانی ایکاروس یا افسانه‌های دایدالوس و ویمانا در حماسهٔ هند باستان نشانه‌هایی از پرواز وجود دارد. آن‌ها سعی می‌کردند به تقلید از پرندگان و با بال‌هایی که از پر و موم ساخته بودند پرواز کنند اما بیشتر موجب مرگشان می‌شد.
همچنین مشهور است که در حدود ۴۰۰ سال پیش از میلاد مسیح در یونان باستان، ارخطوس نخستین دستگاه پرندهٔ مصنوعی که به صورت خودکار پرواز می‌کرد را ساخته است؛ مدلی شبیه به یک پرنده که احتمالاً با نیروی بخار پرواز می‌کرده و گفته می‌شد تا ۲۰۰ متر پرواز می‌کرد.

### دوران جدید

#### عصر بالون‌ها

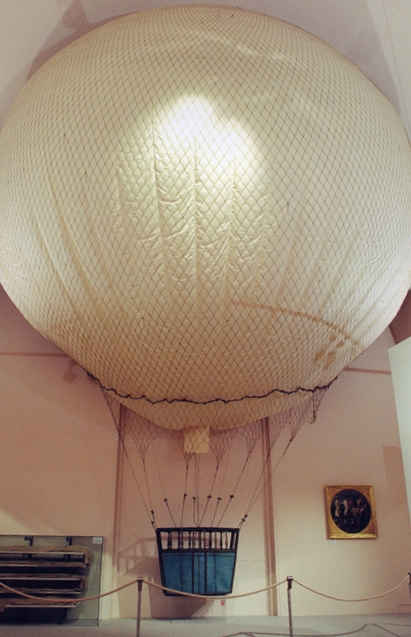
تصویری از قدیمی‌ترین دستگاه پرندهٔ موجود در جهان که در موزه نگه‌داری می‌شود.

در قرن هفدهم، توجه بشر به پروازهای «سبک‌تر از هوا» معطوف گردید؛ بنابراین نخستین پرواز با بالون‌هایی که از هوای گرم و هیدروژن پر می‌شدند انجام گرفت. اگر چه یکی از معایب بزرگ بالون این بود که ساکنان بالون کاملاً در اختیار و دستخوش تغییرات هوا بودند و پیوسته به وسیله باد این طرف و آن طرف برده‌می‌شدند.

#### هواپیماهای بی‌موتور

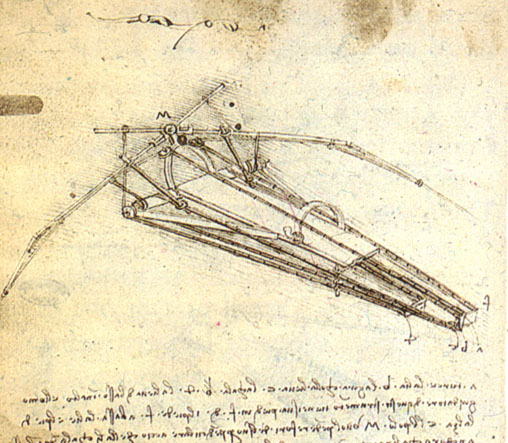
تصویر ماشین پرنده در کتاب قوانین پرواز پرندگان اثر لئوناردو داوینچی

برخی از نخستین پروازهای ثبت شده در طول تاریخ که توسط گلایدر انجام شده است به شاعر و مخترع قرن نهم عباس ابن فرناس و راهب قرن یازدهم Eilmer of Malmesbury نسبت داده‌می‌شود که البته هر دو ایشان صدمه می‌بینند. همچنین لئوناردو داوینچی، نقاش، مجسمه‌ساز، فیزیکدان، فیلسوف، پزشک و دانشمند ایتالیایی توانست مهندسی بال پرندگان را کشف کند و طرح‌هایی را از یک ماشین پرنده را در کتاب قوانین پرواز پرندگان را رسم کند. وی مدعی شد که توسط بال‌های متحرک مصنوعی می‌توان مانند مرغان در آسمان پرواز کرد یا لااقل از مکان‌های مرتفع به آسانی و بی‌خطر فرود آمد. اندیشه وی را یارانش به باد مسخره گرفتند اما او پس از مدتی آزمایش موفق شد دستگاه کوچکی بسازد که مرکب از دو بال، یک بدنه و یک سکان بود، داوینچی دستگاه خود را از مکان مرتفعی به پائین رها کرد و پس از طی خط سیر طولانی به آرامی روی زمین نشست. چندی بعد لئوناردو در سال ۱۵۰۰ دستگاه خود را کامل‌تر کرد بدین معنی که به وسیلهٔ یک فنر که حرکات ملایمی به بال‌های دستگاه اختراعی می‌داد موفق شد آن را مدت بیشتری در هوا نگاه دارد، ولی البته کسی با آن پرواز نکرد.
در قرن‌های بعدی نیز افرادی توانستند به مدل‌هایی از وسیله‌های پروازی برسند. در سال ۱۶۷۸ میلادی بینه فرانسوی همانند داوینچی دستگاهی ساخت که بال‌هایش توسط انسان حرکت می‌کرد. وی در پرواز موفق نشد.
در ۱۷۸۴ میلادی بین ونو فرانسوی نیز دستگاهی ساخت که بال‌هایش شبیه پروانه یا فرفره بود. این دستگاه نیز می‌توانست مدت بسیاری در هوا بماند و سقوط نکند.
در سال ۱۸۴۳ میلادی هنسون آلمانی دستگاهی ساخت که دارای دو بال بسیار بزرگ، یک سکان و اتاقک کوچک برای حمل انسان بود. این دستگاه نسبتاً کامل‌تر از دستگاهای پیشین بود می‌توانست کم و بیش مانند هواپیماهای بی‌موتور عمل کند.
بدین ترتیب که آن را با زحمت فراوانی آن را به مکان مرتفعی می‌بردند و هنگام وزیدن باد مناسب آن را به سوی جلو پرتاب می‌کردند. دستگاه سبک حتی با داشتن یک سرنشین در هوا چرخ می‌زد و به آرامی بر روی زمین می‌نشست.
موفقیت هنسون در این راه توجه عده بسیاری از پژوهشگران را جلب کرد و از این تاریخ به بعد متوجه شدند که ممکن است دستگاه کاملی تعبیه کرد که از مکان‌های مرتفع در فضا رها شود و مانند پرندگان بر روی هوا بلغزد بدون آنکه سقوط آنی در پی داشته باشد اما ماندن در هوا و ادامه پرواز مشکل بزرگی بود که حل آن به نظر هیچ‌کس نمی‌رسید.
از سوی دیگر همین اختراع تکمیل شده هنسون معایب فراوانی داشت و تقریباً دیگر افرادی که کار وی را تقلید کردند سقوط کرده و جان خود را از دست دادند.
پس از هنسون، آلفونس پنو فرانسوی در سال ۱۸۷۱ میلادی هواپیمای دیگری ساخت که بسیار سبک بود و مدت‌ها می‌توانست در هوا باقی بماند.
در حقیقت یکی از علت‌های ادامه نداشتن پرواز این‌گونه دستگاه‌ها سنگینی آن‌ها در هوا بود و دیگری آن که محور ثقل دستگاه کامل نبود و به همین علت آن طوری‌که پرندگان می‌توانند پرواز آزاد داشته باشند دستگاه‌های اختراعی نمی‌توانست این کار را انجام دهد.

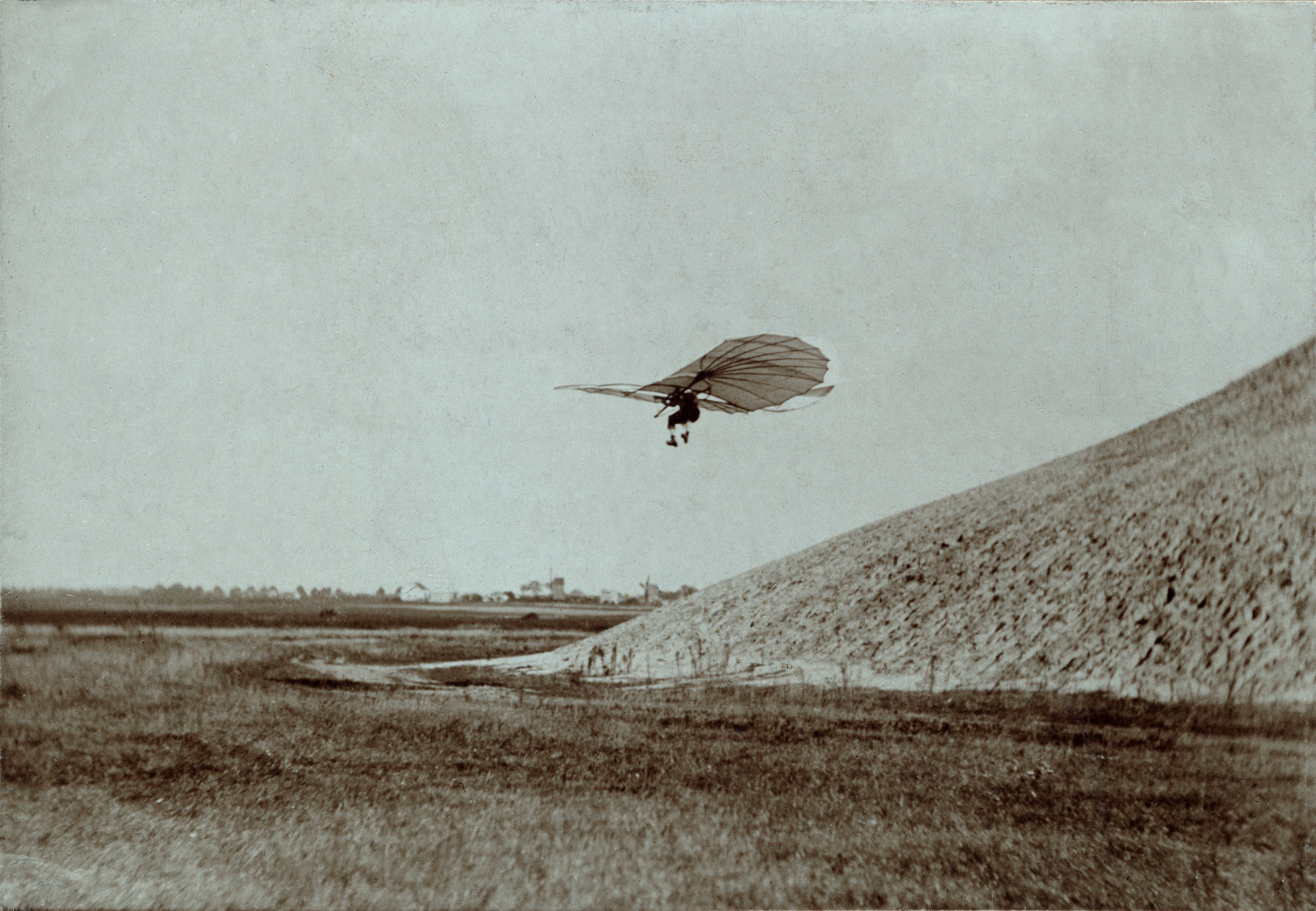
اوتو لیلیان‌تال آلمانی در حال آزمایش هواپیمای بی‌موتور در سال ۱۸۹۵

پس از پنو افراد دیگری در کشورهای مختلف دست به تکمیل این اختراع زدند تا آنکه سرانجام در سال ۱۸۹۵ میلادی اوتو لیلینتال آلمانی (Otto Lilienthal) موفق شد بال پرنده بسازد. این بال پرنده که شبیه بال خفاش بزرگ بود می‌توانست یک سرنشین با خود حمل کند و مدت بسیاری در فضا باقی بماند.
جنس این بال‌ها از ابرشیم و فوق‌العاده سبک و محکم بود و محور ثقل آن نیز کم و بیش در محل مناسبی تعبیه شده بود. اختراع لیلیان‌تال با آنکه موفقیت‌آمیز بود اما سرانجام به علت نقص فنی کوچک باعث مرگش شد.
پس از لیلیان‌تال آلمانی مخترعان دیگری سال‌ها در این راه آزمایش کردند تا سرانجام در سال ۱۸۹۶ میلادی شانو فرانسوی موفق شد یک هواپیمای بی‌موتور کامل اختراع کند.
این هواپیمای بی‌موتور دارای دو بال، یک سکان متحرک و یک محور ثقل صحیح بود و سرنشین آن می‌توانست باخیال راحت در آن بنشیند و از مکان بسیار مرتفعی در هوا رها شود و به میل خود سکان را حرکت داده به سیر هواپیما تغییر جهت دهد و به همین نحو وزش باد نامناسب را کنترل کند. این هواپیما در حقیقت پدر هواپیماهای موتوری دو پله است. جنس آن از ابریشم و آلومینیوم و چوب‌های فوق‌العاده سبک و محکم بود.
اکنون اساس هواپیما کشف شده و به مرحله عمل درآمده بود. همه می‌دانستند جسم مسطح و سبک و وسیعی که دارای شکل منظم و محور ثقل معین باشد می‌تواند بر روی ذرات هوا بلغزد. در حقیقت ذرات هوا از سقوط آنی این دستگاه به واسطه تماس با سطح وسیع آن جلوگیری می‌کردند. اما مخترعان می‌خواستند این هواپیماهای بی‌موتور رو که فقط بر اثر وزش باد یا از مکان‌های مرتفع حرکت می‌کنند؛ دارای حرکت سریع بوده و به میل سرنشین به بالا و پایین و چپ و راست بالاخره از مکانی به مکان دیگر برود.

#### هواپیماهای موتوردار
هواپیمای موتور دار

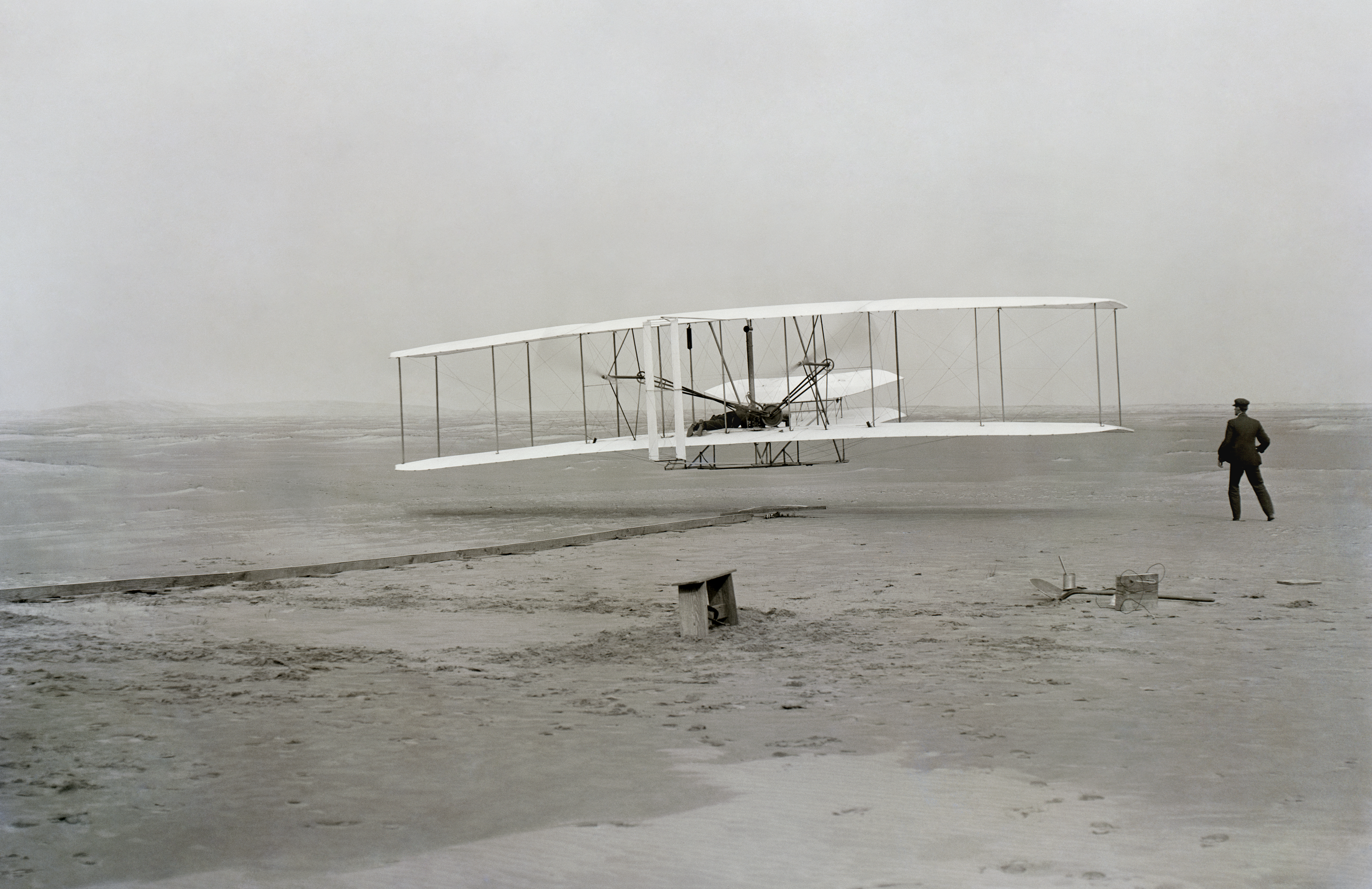
پرندهٔ رایت ۱ در حال اولین آزمایش در ۱۷ دسامبر ۱۹۰۳. در حال حاضر این هواپیما در موزه ملی هوافضای اسمیتسونین در شهر واشینگتن دی‌سی به نمایش گذاشته‌می‌شود.

اما بسیاری مخترع هواپیما به معنای امروزی را برادران رایت می‌دان. آن‌ها نخستین کسانی بودند که موفق شدند هواپیمای بی‌موتور یا بادبادک هوایی را نیرو داده با سرعت و به میل سرنشین در فضا به پرواز درآورند. برادران رایت پس از سال‌ها آزمایش در ۱۷ دسامبر ۱۹۰۳ در کیتی هاوک در کارولینای شمالی، آمریکا موفق شدند موتور کوچکی بر روی هواپیمای خود نصب کنند و به محور این موتور پروانه‌ای که عیناً شبیه یک فرفره بود متصل سازند و در نتیجه هواپیما را بر اثر گردش فرفره با به‌کارگیری نیروی موتور در هوا به پرواز درآورند.
با اینکه پیش از برادران رایت موتورهای نفت سوز اختراع شده بود اما فکر به‌کارگیری پروانه (هلیس) برای شکافتن هوا و پیش بردن هواپیما به اندیشه کسی خطور نکرده بود. آن‌هایی که می‌خواستند هواپیما را با سرعت در فضا به حرکت درآوردند همگی سعی داشتند با به‌کارگیری حرکت دادن بال‌ها این کار را انجام دهند زیرا آن‌ها می‌خواستند عیناً از پرندگان تقلید کنند اما کوشش مخترعان در این راه بجایی نرسیده بر همه ثابت شد که اندیشه برادران رایت یعنی به‌کارگیری پروانه برای پیش بردن هواپیما در هوا صحیح‌ترین اندیشه‌ها است. هواپیمای آن‌ها به عنوان «نخستین وسیلهٔ سنگین‌تر از هوا که پروازی قابل کنترل و پایدار را توسط موتور خودش» انجام داد نام گرفت.
برادران رایت اوتو لیلیان‌تال را به عنوان الهام‌گر خود معرفی کردند.
پس برادران رایت، کورتیس آمریکایی در سال ۱۹۰۸ اختراع رایت را تکمیل کرد و با قراردادن چند چرخ کوچک در زیر هواپیما مسئله فرود آمدن و برخاستن را حل کرد و بدین ترتیب از آن سال به بعد مخترعان در تکمیل این ماشین کوشیدند.

#### هواپیماهای جت

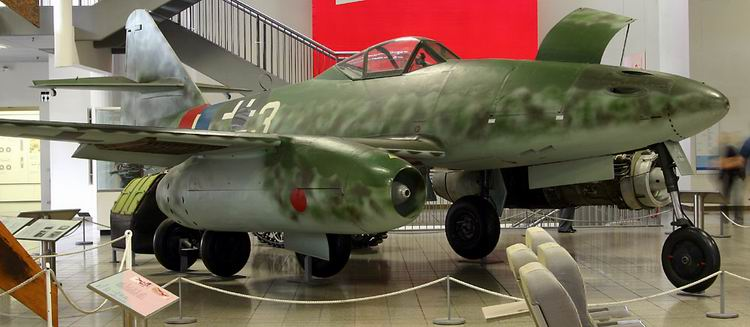
مسرشمیت ام‌ئی ۲۶۲ در موزهٔ آلمان

هواپیمای جت هواپیمایی است که از موتور جت برای پیشرانش استفاده می‌کند. نخستین هواپیمای جت قابل استفاده، مدل Heinkel He 178 آلمانی بود که در سال ۱۹۳۹ آزمایش شد؛ و در سال ۱۹۴۳ هواپیمای مسرشمیت ام‌ئی ۲۶۲ (Messerschmitt Me 262) برای نخستین بار در نیروی هوایی آلمان نازی استفاده شد. در اکتبر ۱۹۴۷ هواپیمای بل ایکس-۱ (Bell X-1) نخستین هواپیمایی بود که توانست دیوار صوتی را بشکند.
نخستین هواپیمای تجاری جت نیز در سال ۱۹۵۲ به نام De Havilland Comet روانهٔ بازار شد. ظرفیت این هواپیما بیش از ۱۰۰ نفر بود و توسط بریتانیا ساخته شده بود. بوئینگ ۷۰۷ نخستین هواپیمای تجاری موفق دنیا بود که توانست برای بیش از ۵۰ سال از ۱۹۵۸ تا ۲۰۱۰ میلادی خدمت‌رسانی کند. بوئینگ ۷۴۷ نیز از سال ۱۹۷۰ بزرگ‌ترین هواپیمای تجاری جهان بود تا این که در سال ۲۰۰۵ ایرباس آ-۳۸۰ این رکورد را شکست.

## ساختار هواپیما

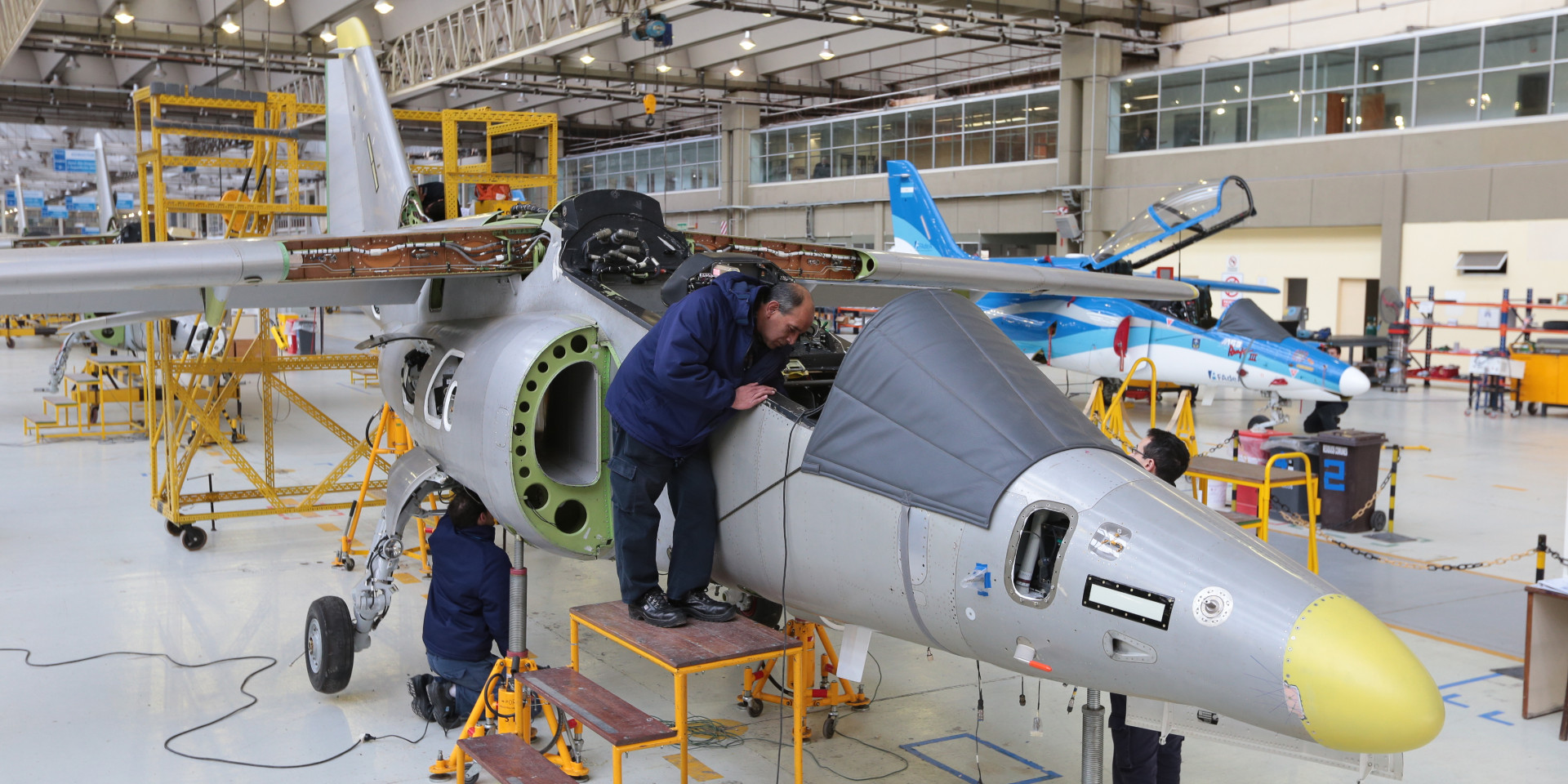
خط تولید هواپیمای آموزشی، آفندی آی. ای-۶۳ پامپا در کارخانه فابریکا آرخنتینا دی آویونس واقع در آرژانتین

هواپیماها دارای ساختارهای متفاوتی هستند اما چند چیز در همه هواپیماها مشترک است:
1. بدنه
2. بال
3. مجموعه دم
4. ارابه فرود
5. پیشرانه

### بدنه

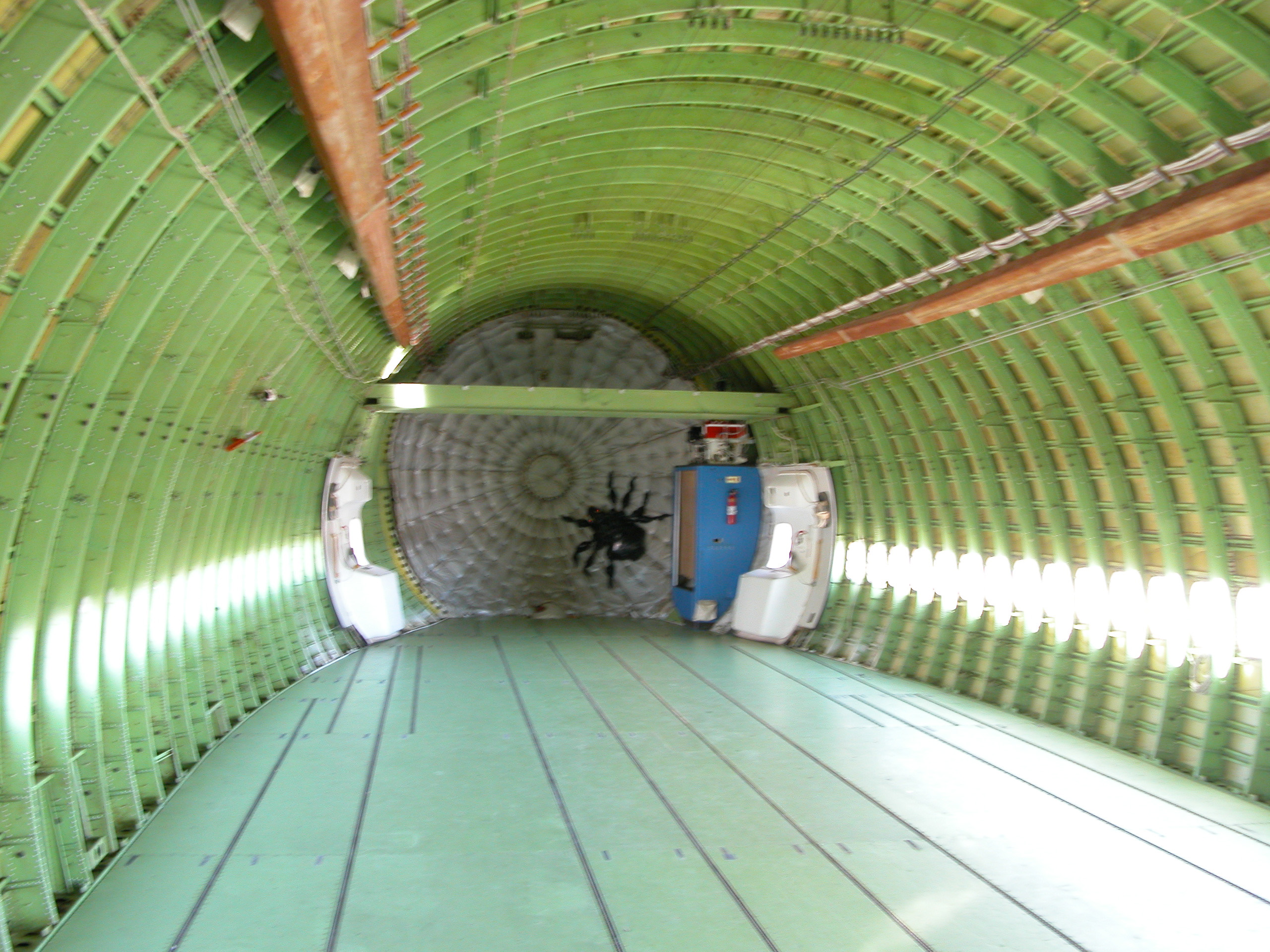
نمایی از داخل بدنهٔ بوئینگ ۷۴۷.

در بیشتر هواپیماها بدنه نقش اساسی و مشترکی مبنی بر قرار دادن بال، مجموعه دم، ارابهٔ فرود و نیروی پیشرانه در موقعیت و وضعیت مناسب خود ایفا می‌کند. در واقع بدنه رابط بین بخش‌های اصلی دیگر است. اما در برخی هواپیماها مانند بال‌های پرنده، بدنه و بال یکپارچه بوده و مرزی بین آن‌ها وجود ندارد. از وظایف دیگر بدنه جذب شوک‌های وارده از طرف چرخ‌ها در هنگام فرود است.
بدنهٔ هواپیما گونه‌های مختلفی دارد که به شرح زیر است:
بدنه اسکلتی یا خرپا:
بدنهٔ اسکلتی یا خرپا (Truss) در هواپیماهای اولیه تا جنگ جهانی اول بسیار استفاده می‌شد. هم‌اکنون در هواپیماهای دست‌ساز و نیز هواپیماهای مدل از این نوع بدنه استفاده زیادی می‌شود چرا که ساده، سبک و مقاوم بوده و با تیرک‌های چوبی قابل ساخت هستند. در این نوع بدنه اغلب نیروها و تنش‌های وارده توسط سازه اصلی تحمل شده و از پوسته برای ایجاد شکل آیرودینامیکی به سازه استفاده می‌شود. سازهٔ اصلی از تیرک‌های طولی، تیرک‌های مورب، قاب‌های عرضی و کابل‌های نگهدارنده تشکیل شده است. برادران رایت که اولین هواپیماهای قابل کنترل را ساختند از این حالت در ساختار بدنهٔ هواپیماهایشان استفاده می‌کردند.
بدنه تخم مرغی:
در بدنهٔ تخم مرغی (Monocoque) پوستهٔ بدنه، اغلب نیروهای وارده را تحمل نموده و از سازه داخلی مختصری برای صلب شدن پوسته استفاده می‌شود. معمولاً پوسته این نوع بدنه از جنس مواد کامپوزیت بوده و به صورت دو تکه ساخته می‌شود. بسیاری از هواپیماهای گلایدر، فوق سبک و هواپیماهای شکاری فوق مدرن نیز به این روش تولید شده است. بسیاری از هواپیماهای مدل و بدون سرنشین کاربردی نیز از این نوع بدنه سود می‌برند.
بدنه نیمه تخم مرغی:
بدنهٔ نیمه تخم مرغی (Semi-Monocoque) دارای مشخصات و ویژگی‌هایی بین دو نوع فوق بوده که باعث شده بیشتر هواپیماهای امروزی از این نوع بدنه استفاده نمایند.
تقریباً همه هواپیماهای مسافربری و شکاری دارای این نوع سازه هستند.
در بدنه نیمه تخم مرغی نیروها و شوک‌های وارده هم به‌واسطه سازهٔ داخلی و هم توسط پوسته تحمل می‌شوند.
در این ساختار در قسمت زیرین هواپیما یک گودی به وجود می‌آید که باعث می‌شود فشار ناشی از پرواز به آن قسمت و پوشش بدنه تقسیم شود. در این حالت فشار از قسمت پوشش بدنه به شدت کاهش می‌یابد و هواپیما دارای عمری بالاتر خواهد بود.

### بال هواپیما

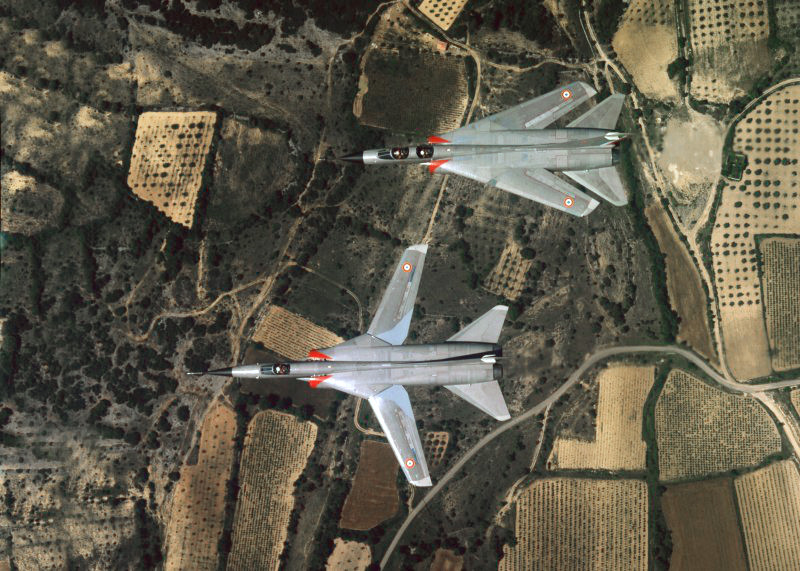
هواپیمای جنگنده بمب افکن میراژ ۴ با بال متحرک که پس از تکمیل به مرحلهٔ تولید نرسید

بال هواپیما حساس‌ترین و مؤثرترین قسمت هواپیما محسوب می‌شود. به همین دلیل در هنگام ساخت بال می‌بایست ظرافت و دقت خاصی به کار گرفته شود. تقریباً تمام نیرویی که هواپیما را به سمت بالا می‌کشاند توسط بال هواپیما ایجاد شده و بدنه نیز که به بال متصل است از حرکت بال پیروی می‌کند.
کار بال‌ها افزایش نیروی بالا برنده (Lift) می‌باشد و در گردش هوا بسیار کمک می‌کنند. در طراحی هواپیما محاسبات بسیار گسترده‌ای برای به‌دست آوردن شکل مناسب بال اعم از سطح مقطع بال (air foil)، طول بال (wing span)، زاویه نصب بال (angle of incidence)، مکان نصب بال به بدنه (dihedral)، زاویه بین بال سمت چپ و بال سمت راست و… صورت می‌گیرد.
یک اشتباه کوچک در ساخت بال حتی در یک هواپیمای مدل می‌تواند باعث زمین‌خوردن یا انحراف عمده هواپیما در حین پرواز شود.
امروزه درصد بالایی از بال هواپیماها مشابه بدنه نیمه تخم‌مرغی (semi monocoque) دارای سازهٔ داخلی کامل و پوستهٔ نسبتاً ضخیم آلومینیومی یا کامپوزیتی می‌باشند که پوسته نیز در تحمل نیروهای وارده به سازه داخلی کمک می‌کند. این نوع بال را در هواپیماهای مسافربری و باربری می‌توان مشاهده کرد.
هواپیماهای بال ثابت:
بیشتر هواپیماهای امروزی به‌ویژه هواپیماهای مسافری در این دسته جای دارند. منظور از بال ثابت آن است که بال هواپیما (برخلاف هلیکوپتر) فقط در اثر پیش‌رانش نیروی برآر ایجاد می‌کند. اگرچه بال در بعضی هواپیماها برای جاگیری کمتر یا ملاحظات هواپویشی ممکن است باز و بسته شود ولی این‌گونه هواپیما را نیز دارای بال ثابت می‌شمارند چون باز و بسته شدن بال ایجاد نیروی برآر نمی‌کند.
هواپیمای بال متحرک:
در بالگردها نیروی برآر ناشی از چرخش بال یا پروانه در هوا است. هلی‌کوپتر یا بالگرد شناخته‌شده‌ترین هواپیما با بال متحرک است. هواچرخ نوع دیگری از این‌گونه هواپیما است. بعضی از هواپیماها مثل و-۲۲ آسپری ویژگی‌های بال ثابت و بال متحرک را یکجا دارند.

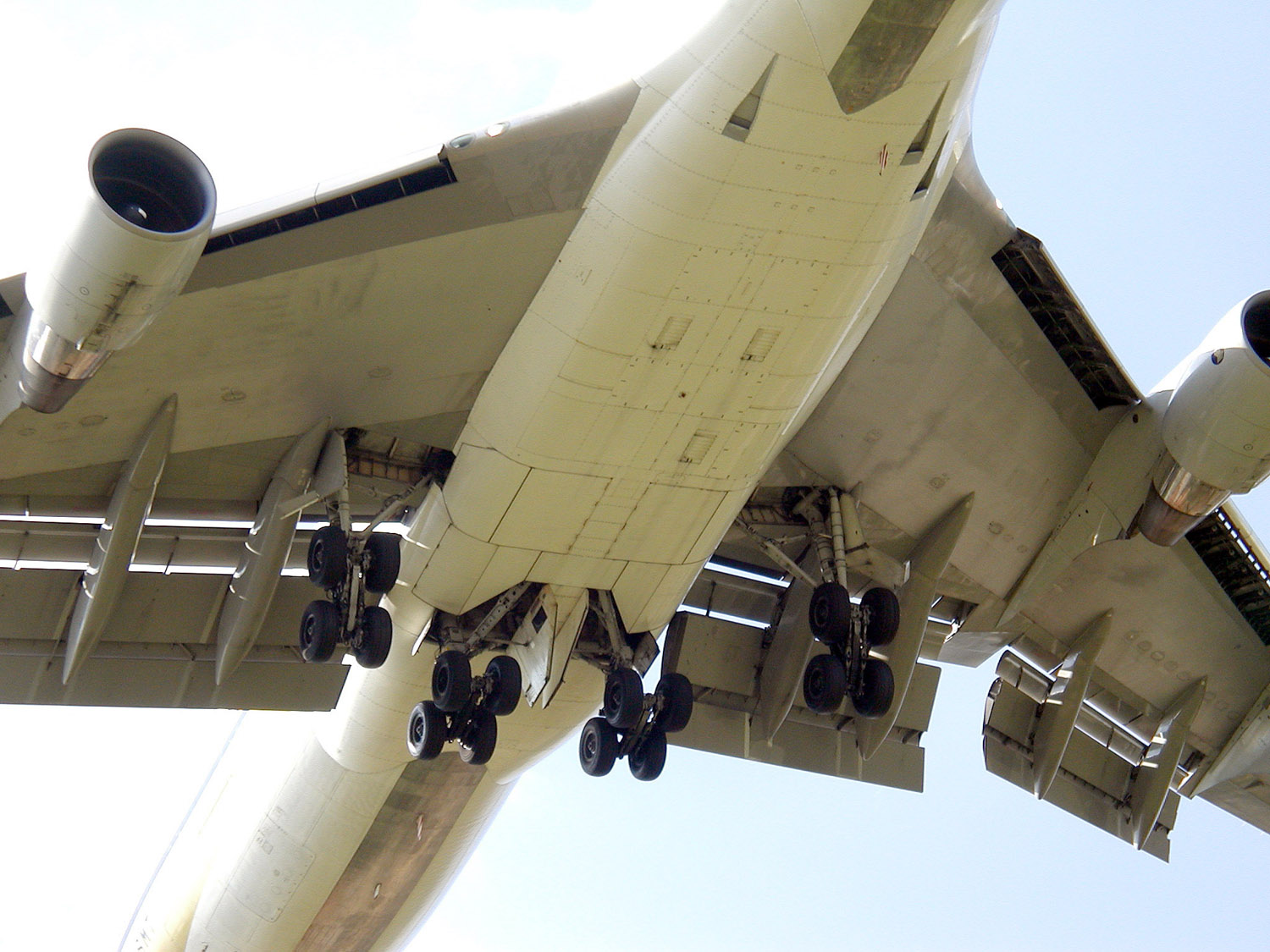
برآافزا با لبه فرار سه‌درزه در یک بوئینگ ۷۴۷ که کاملاً باز شده و آماده نشست می‌باشد.

در بال‌ها دو سیستم قابل حرکت وجود دارد که تحت کنترل خلبان هستند:
برآافزا:
برآافزا (Flap) بر روی بال‌ها وجود دارند و خلبان با استفاده از یک سوئیچ یا اهرم آن‌ها را به هنگام برخاستن یا نشستن باز و بسته می‌کند. واحد آن‌ها درجه می‌باشد. حرکتشان به صورت هم‌زمان به سمت پایین و به حالت اولیه است یعنی حرکتی به سمت بالا که بال هواپیما را رد کند ندارند.
کار برآافزاها افزایش نیروی بالابرنده (lift) می‌باشند یعنی به هواپیما کمک می‌کنند تا راحت‌تر به سمت بالا و پایین مانور داده و نرم‌تر پرواز کنند.
برآافزاها می‌بایست با توجه به شرایط و نیاز در پرواز به میزان معینی باز و بسته شوند و اگر به مقدار زیادی باز یا بسته شوند می‌توانند در کاهش سرعت هواپیما به شدت تأثیر بگذارند. از برآافزا بیشتر در زمان‌های برخاست و نشست هواپیما که سرعت آن کم است برای جبران کمبود نیروی برآ استفاده می‌شود.
شهپر:

چرخش حول محور طولی یا غلت زدن با استفاده از شهپرها انجام می‌شود

شَهپَر (Aileron) در نوک بال‌ها قرار دارند. خلبان با استفاده از فرمان هواپیما آن‌ها را به حرکت درمی‌آورد.
وظیفهٔ آن‌ها حرکت هواپیما در آسمان به چپ یا راست می‌باشد. حرکتشان برخلاف یکدیگر است یعنی زمانی‌که شهپر بال چپ بالا می‌رود، شهپر بال راست پایین می‌آید.

### مجموعه دم
دم هواپیما، کنترل آن و ایجاد تعادل استاتیکی هواپیما را بر عهده دارد. دم هواپیماها نیروی برایی (بالابرنده) تولید نمی‌کند و برخلاف تصور مقدار نیرویی در جهت مخالف هم تولید می‌کند.
در طراحی ساختمان دم عموماً از همان ساختار بال هواپیما تقلید می‌کنند بنابراین دارای همان استخوان بندی و آیرودینامیکی بال است.
قسمت‌های اصلی مجموعه دم هواپیما شامل پایدارکنندهٔ افقی (stabilizer horziontal) و پایدارکنندهٔ عمودی (vertical stabilizer) است که وظیفهٔ آن‌ها اولاً تعادل و ثبات هواپیما در هوا و ثانیاً در هدایت هواپیما به جهات راست، چپ، بالا و پایین است.
هر کدام از پایدارکننده‌ها درای دو سکان هستند؛ سکان‌های ثابت و سکان‌های متحرک. سکان‌های ثابت کمک می‌کند تا اگر هواپیما در اثر عوامل خارجی منحرف گردد خود به خود هواپیما میل به برگشت به حالت اولیه را داشته باشد و سکان‌های متحرک که توسط خود خلبان کنترل می‌شود کمک می‌کنند تا خلبان بتواند به اختیار خود هواپیمای خود را به سمت چپ و راست یا بالا و پایین هدایت کنند.
پایدارکننده عمودی:

دم یک هواپیمای ایرباس آ-۳۸۰. پایدارکننده‌های عمودی و افقی و همچنین سکان‌های رادر و بالابر در آن مشخص است.

پایدارکننده عمودی در بعضی هواپیماها همانند اف-۱۴ تامکت به صورت دوتایی و در هواپیماهایی مانند بوئینگ ۷۴۷ یا اف-۴ به صورت تکی وجود دارد.
به قسمت متحرک پایدارکنندهٔ عمودی را در (Rudder) می‌گویند. خلبان به وسیلهٔ پدال‌هایی که در زیر پایش قرار دارد را در را حرکت می‌دهد. حرکت را در و تأثیر آن روی هواپیما به این صورت است که با حرکت را در به سمت چپ، هوایی که از سمت چپ پایدارکنندهٔ عمودی به را در برخورد می‌کند، آن را فشرده می‌کند و به آن اعمال نیرو می‌کند و باعث می‌شود که قسمت دم هواپیما به سمت راست حرکت کند و این گشتاور ایجاد شده حول محور عمودی باعث چرخش نوک هواپیما به سمت چپ می‌گردد. در اصل را در کمک می‌کند هواپیما بدون تغییر ارتفاع به چپ و راست برود.
پایدارکنندهٔ افقی:
شکل ظاهری و ساخت درونی پایدارکنندهٔ افقی تقریباً شبیه ساختمان بال است با این تفاوت که بال همیشه ثابت است درحالی‌که پایدارکنندهٔ افقی در بعضی هواپیماها ممکن است متحرک باشد و حول محور طولی خود بچرخد. همچنین بال‌ها همیشه به بدنه متصل هستند درحالی‌که پایدارکنندهٔ افقی را هم به انتهای بدنه و هم بالای دم عمودی متصل می‌کنند. سکان افقی در حالت معمولی یا خنثی تقریباً موازی با سطح زمین است در حال پرواز از بالا و پایین رفتن غیرضروری نوک هواپیما جلوگیری می‌کنند.

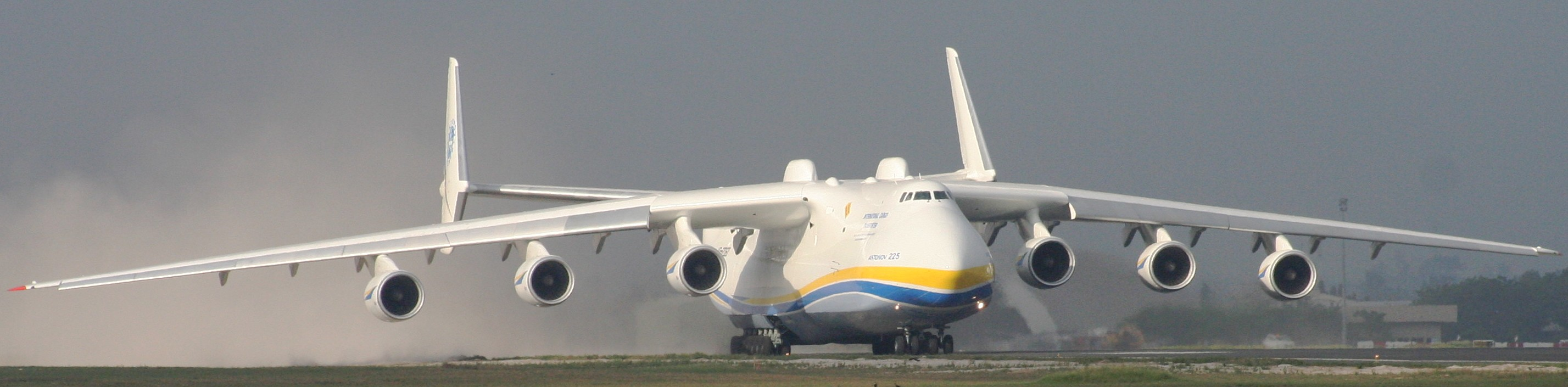
هواپیمای آنتونوف ۲۲۵ که بیش از ۲۵۰ تن بار حمل می‌کند و ۳۰۰ تن وزن دارد و از دو پایدارکنندهٔ عمودی بهره می‌برد. که در جنگ روسیه و اوکراین درسال ۲۰۲۲ نابود شد

پایدارکننده افقی که از آن به عنوان دم افقی هواپیما نیز یاد می‌شود، سطحی برا است که در انتهای هواپیما قرار گرفته است. یک هواپیما برای پرواز امن باید از نظر طولی متعادل باشد. معنی این حرف آن است که برآیند کل نیروهایی که به یک هواپیما وارد می‌شود نباید حول مرکز جرم آن، گشتاور ایجاد کند. بدون وجود پایدارکنندهٔ افقی، تنها با یک ترکیب خاص از سرعت و مرکز جرم هواپیما، تعادل هواپیما حفظ می‌شود. پایدارکنندهٔ افقی یک نیروی متعادل‌کننده اعمال می‌کند که باعث می‌شود در صورت تغییر محل مرکز جرم و تغییر سرعت، هواپیما همچنان بتواند تعادل خود را حفظ کند. از آنجایی که پایدارکنندهٔ افقی در فاصله به نسبت زیادی از مرکز جرم قرار دارد، مقدار کمی از نیروی برا نیز می‌تواند گشتاور بزرگی در مرکز جرم ایجاد کند. چنانچه هواپیمایی بال داشته یاشد ولی فاقد دم باشد، از نظر جانبی متعادل است و تنها از نظر طولی با ناپایداری مواجه می‌شود؛ یعنی هر آشوبی (از جمله تندباد) که تمایل به بالا بردن دماغه هواپیما داشته باشد، یک گشتاور بالابرنده دماغه ایجاد می‌کند که آن خود تمایل به بیشتر بالابردن دماغه خواهد داشت. با اضافه کردن پایدارکننده افقی به انتهای هواپیما، یک گشتاور پایین آورنده در دماغه ایجاد می‌شود؛ بنابراین پایدارکنندهٔ افقی، خاصیت نامتعادل‌کنندگی بال را بی‌اثر می‌کند و هواپیما را از نظر طولی متعادل می‌کند. یک هواپیمای متعادل، تحت تأثیر گشتاور حاصل از عملیات سرعت‌گیری یا ارتفاع‌گیری قرار نمی‌گیرد.
پایدارکنندهٔ افقی نیز همانند پایدارکنندهٔ عمودی از دو سکان افقی ثابت و متحرک تشکیل شده است:
1. سطح ثابت یا سکان ایستاور (Horizonal Stabilizer)
2. سطح متحرک یا سکان بالابر (Elevator)

بالابر (elevator) سطح متحرکی است که به پایدارکنندهٔ افقی لولا شده و دارای ترکیبی همانند شهپرها می‌باشد. با این حال بالابرها برخلاف شهپرها که خلاف جهت هم حرکت می‌کند، در جهت موافق هم عمل می‌کنند. بالابر با حرکت خود باعث می‌شود تا دم هواپیما به بالا و پایین برود و به تبع آن نوک هواپیما نیز بالا و پایین برود.
کانارد:

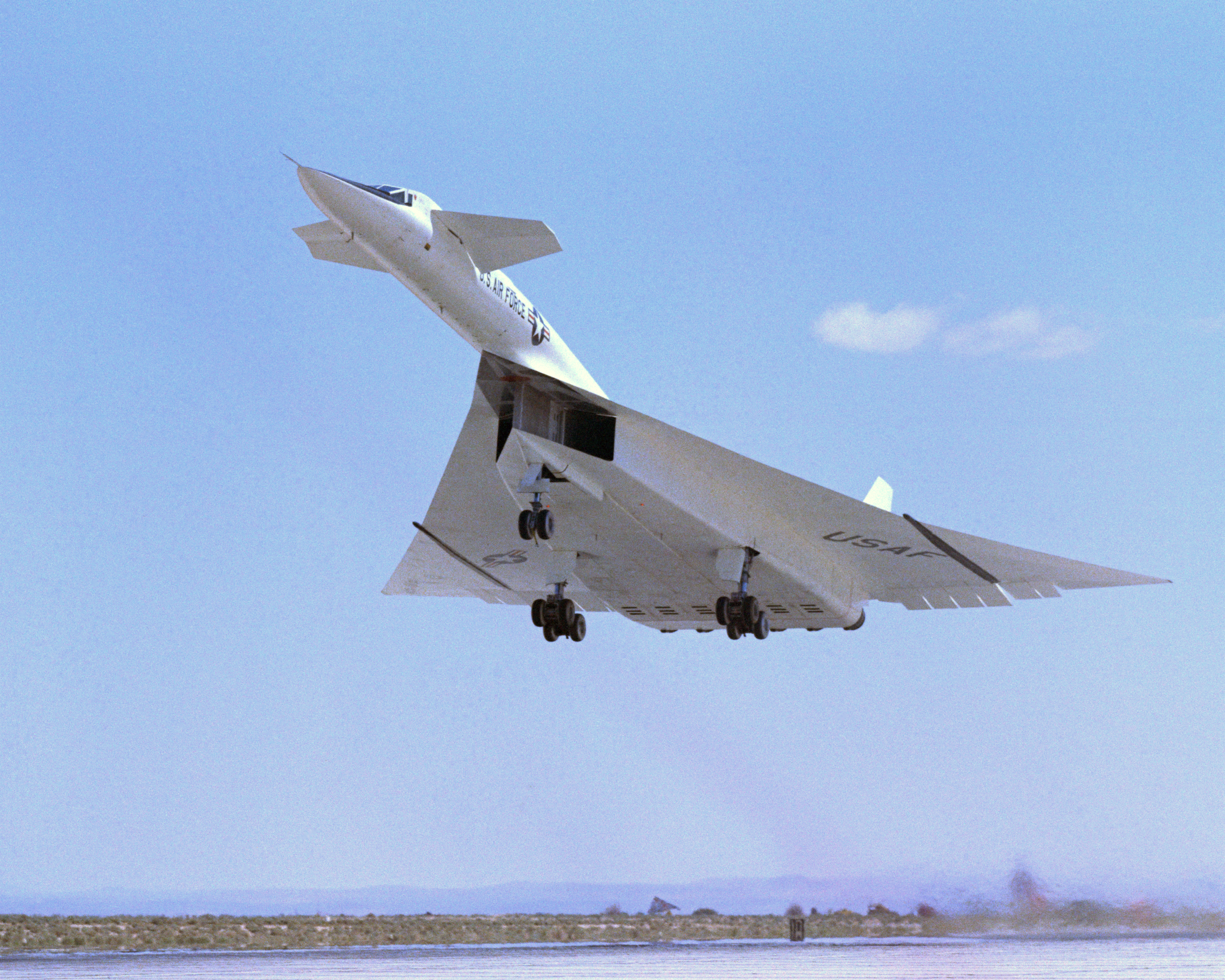
بمب‌افکن نورث آمریکن ایکس‌بی-۷۰ (North American XB-70) یکی از نمونه‌های استفاده از کانارد بود.

کانارد (canard) نوعی از دم هواپیما که در قسمت جلوی بدنه نصب می‌شود و بدون ایجاد نیروی بالابر مخالف می‌تواند تعادل را ایجاد کند و در واقع نیرویی در دم این هواپیماها تلف نمی‌شود و هم بال و هم دم نیروی برآ تولید می‌کنند. کارکرد کانارد شبیه به کارکرد دم هواپیماست و هر دو نوعی پایدارکننده افقی محسوب می‌شوند. به دلیل سخت بودن طراحی کانارد و پیچیده بودن رفتار هواپیماهایی که از کانارد استفاده می‌کنند کانارد در طراحی هواپیما متداول نیست.

### ارابه فرود

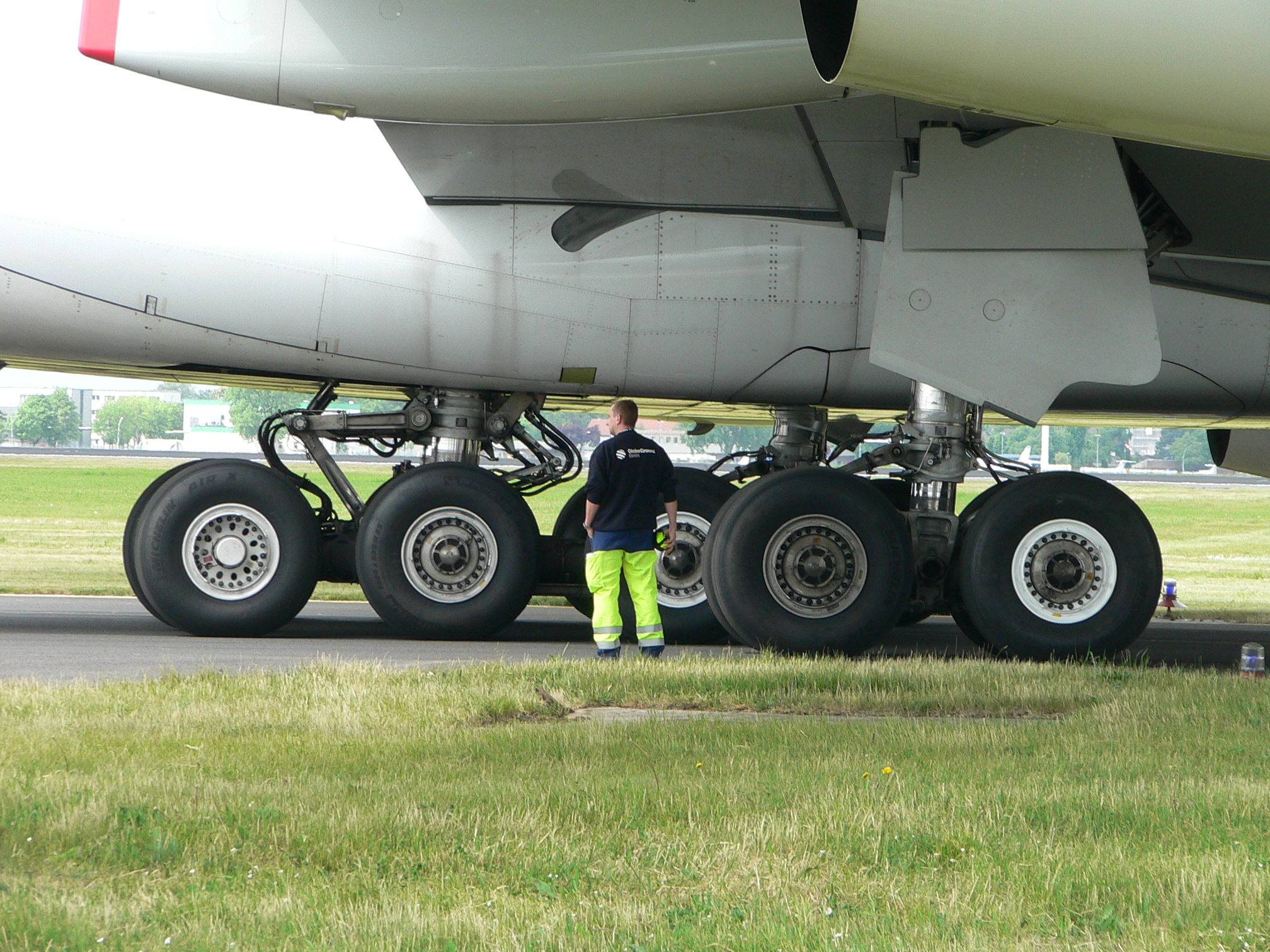
ارابه فرود در ایرباس آ-۳۸۰، بزرگ‌ترین هواپیمای جهان.

ارابهٔ فرود (Landing gear) سازه‌ای است که هواپیما در هنگام توقف یا حرکت بر روی زمین بر آن تکیه دارد. ارابه‌های فرود یکی از قسمت‌های مهم هواپیما هستند که کار جذب انرژی ناشی از فرود هواپیما را نیز برعهده دارند.
در مراحل طراحی یک هواپیما، طراحی ارابهٔ فرود معمولاً پس از طراحی بدنه و چیدمان اجزاء هواپیما و محل مرکز ثقل هواپیما است.
شایع‌ترین و مورد استفاده‌ترین نوع ارابهٔ فرود نوع چرخ‌دار آن است که حداقل سه چرخ داشته باشد. این نوع دارای دو چرخ اصلی در عقب مرکز ثقل و یک چرخ کمک در جلوی مرکز ثقل است. بیشتر هواپیماهای مسافری و همین‌طور جنگنده‌هایی همانند اف-۱۶ ایالات متحده یا میگ-۲۹ روسیه دارای ارابهٔ فرود سه چرخی هستند اما در برخی هواپیماها اسکی (برای روی برف) و محفظه هوا (برای روی آب) نیز به جای چرخ بکار می‌رود. در بیشتر هواپیماها ارابه فرود پس از برخاستن هواپیما جمع می‌شود تا از نیروی پسار بکاهد به عبارتی دیگر برای آن که هواپیما سرعتش زیاد شود، باید کمترین مقاومت را در برابر هوا داشته باشد یعنی باید به بیشترین حالت آیرودینامیکی ممکن برسد. اگر چرخ‌ها جمع نشوند یک مقاومت جدی در برابر باد ایجاد خواهد شد و مانند ترمز باعث کاهش سرعت می‌شوند.
چرخ‌های هواپیما مانند یک خودرو، دارای ترمز هستند. اما این ترمزها وارد عمل نمی‌شوند مگر زمانی که سرعت هواپیما بسیار کم باشد. خلبان زمانی از آن‌ها استفاده می‌کند که بخواهد به‌طور کامل هواپیما را جلوی ترمینال متوقف کند.

### پیشرانه
هواپیما برای آنکه بتواند پرواز کند باید نیروی بالابرنده‌اش (lift) را بیشتر کند که این اتفاق با افزایش سرعت هواپیما می‌افتد. افزایش سرعت هواپیما توسط موتور آن است. هواپیماهای نخستین از موتورهای پیستونی استفاده می‌کردند که مکانیزمی همانند موتورهای خودرو داشت اما بعد از چند سال موتورهای جت تولید شدند و هم‌اکنون از آن‌ها در هواپیماها استفاده می‌شود. انواع موتورهای جت عبارتند از:
1. جت (Jet)
2. توربوجت (TurboJet)
3. توربوفن (TurboFan)
4. توربوپراپ (TurboProp)
5. پالس‌جت (PulseJet)
6. رم‌جت (RamJet)
7. توربو رم‌جت (TurboRamJet)
8. اسکرم‌جت (ScramJet)

هواپیماهای جت سرعتی بین ۷۰۰ تا ۹۰۰ کیلومتر در ساعت (۴۳۰ تا ۵۶۰ مایل در ساعت) دارند. همچنین برای برخاستن از زمین و فرود به ترتیب سرعتی در حدود ۱۵۰ تا ۲۵۰ کیلومتر در ساعت (۹۳ تا ۱۵۵ مایل در ساعت) نیاز دارند.

#### موتورهای پیستونی
در هواپیماهای نخستین و هواپیماهای کوچک از موتورهای رفت و برگشتی (موتورهای پیستونی) برای عامل محرکه استفاده می‌شود. این موتورها از نظر کلیات شباهت زیادی با موتور اتومبیل‌ها دارند با این تفاوت که این موتورها با دور و حجم بالاتری ساخته می‌شوند.
مقدار نیروی محرکه‌ای که یک موتور پیستونی ایجاد می‌کند رابطهٔ نزدیکی با میزان شعاع ملخ هواپیما (پروانه) دارد. اگر شعاع ملخ کم باشد بازده موتور کم است و اگر شعاع زیاد باشد بازده موتور بیشتر است. اما در صورتی که اندازهٔ ملخ زیاد باشد، برای جلوگیری از ایجاد صدای بیش از اندازه، موتور باید در سرعت خیلی کمتر کار کند که این باعث پایین آمدن سرعت می‌شود.

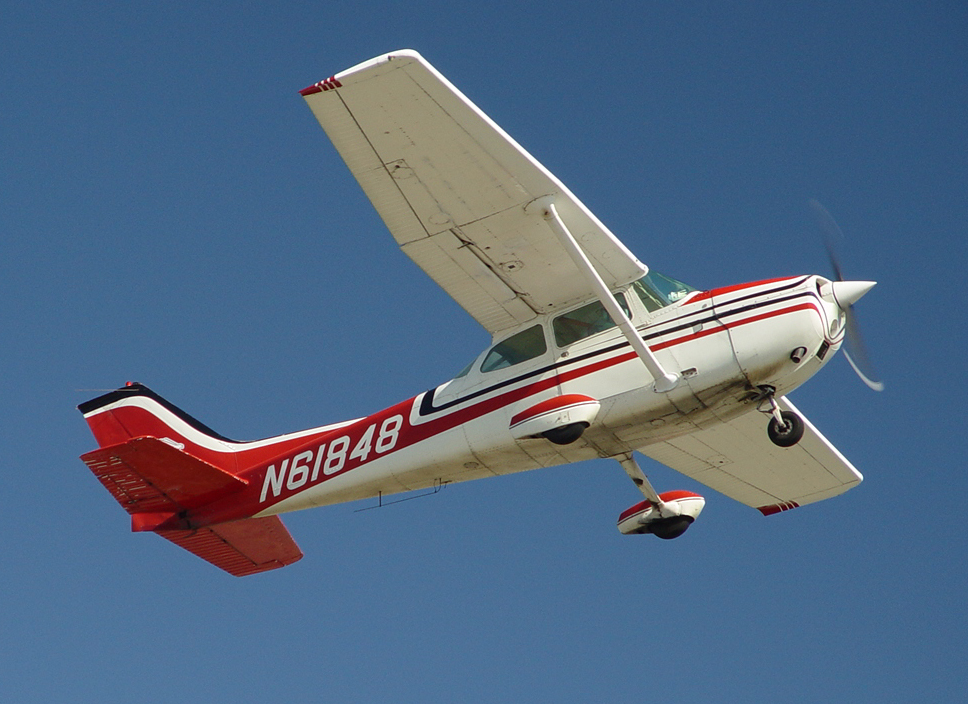
هواپیمای سسنا ۱۷۲

به همین دلیل این‌گونه موتورها بیشتر در هواپیماهای کوچک چند سرنشینه که کمتر از ۱ ماخ سرعت دارند استفاده می‌شود. در حالی که برای پرواز با سرعت بیشتر به موتور جت نیاز است. هواپیماهای ملخ‌دار در اغلب موارد کم‌صداتر از هواپیماهای دارای موتور جت هستند. همچنین هزینه ساخت آن‌ها کمتر است. برای مثال هواپیمای ۴ نفرهٔ سسنا ۱۷۲ جزء دسته‌بندی هواپیمای‌های تک موتوره پیستونی بال بالا و بال ثابت است که اولین پرواز این هواپیما در سال ۱۹۵۵ صورت پذیرفت و تولید آن هنوز هم ادامه دارد و تاکنون بیشتر از هر هواپیمای دیگری تولید شده است. به‌جز خلبان سه سرنشین دیگر ظرفیت دارد و سرعت گشت‌زنی آن ۲۲۶ کیلومتر در ساعت است. تاکنون بیش از ۴۵۰۰۰ هواپیمای سسنا ۱۷۲ تولید شده است.
موتورهای پیستونی در ابتدا با آب خنک می‌شدند به همین خاطر سنگین بودند و مبدل‌های حرارتی آن‌ها نیروی مقاوم زیادی تولید می‌کرد. در سال ۱۹۰۸ میلادی موتورهایی ساخته شد که با هوا خنک می‌شد. در این موتورها پیستون‌ها به‌طور دوار در اطراف محور مرکزی قرار داشتند.

### موتورهای جت
موتورهای جت، نوعی موتور هستند که از شتاب دادن و تخلیه سیال برای ایجاد پیش‌رانش بر پایه قانون سوم نیوتن استفاده می‌کنند. موتورهایی مانند توربوجت، توربوفن، رم‌جت و موتور موشک همگی گونه‌ای از موتور جت به‌شمار می‌روند؛ ولی معمولاً منظور از موتور جت توربینی است که با بیرون‌دادن گاز داغ برای پیشرانش به‌کار می‌رود.
اصول پایهٔ کارکرد این نوع موتورها تقریباً ساده است، هوا از طریق یک مجرای ورودی به بخش کمپرسور وارد شده و متراکم می‌شود، سپس هوای متراکم وارد محفظهٔ احتراق شده و با اضافه شدن سوخت مشتعل می‌شود. گرمای ناشی از احتراق مخلوط هوا و سوخت باعث منبسط شدن و جریان یافتن آن به سمت انتهای موتور می‌گردد، این جریان منبسط شونده از میان یک سری پره‌های توربین عبور می‌کند که از طریق یک شفت به کمپرسور متصل شده‌اند. هوای منبسط شده توربین را به گردش درمی‌آورد که در نتیجه باعث به حرکت درآمدن کمپرسور نیز می‌شوند.
زمانی که هوای منبسط شونده بخش توربین را نیز پشت سر گذاشت با سرعتی بسیار بیشتر از زمانی که وارد موتور شده از آن خارج می‌شود که این تفاوتِ سرعت بین هوای ورودی و خروجی، رانش مورد نیاز را ایجاد می‌کند. در واقع موتورهای جت شتاب بسیار زیادی به حجم کمی از هوا می‌دهند.

#### موتور توربوجت

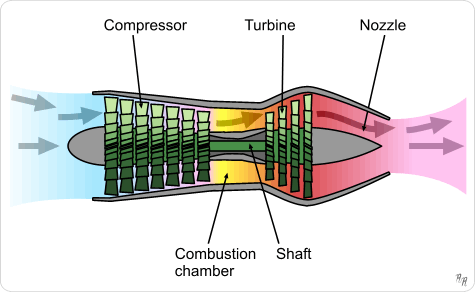
یک موتور توربوجت

توربوجت یا چرخش زای شارشی نوعی موتور جت است که در آن همهٔ هوای مکیده‌شده به اتاق احتراق می‌رود و پس از مخلوط شدن با سوخت و احتراق به‌صورت گاز خروجی داغ از دهانهٔ عقب موتور خارج می‌شود. این نوع موتور قدیمی‌ترین نوع موتور جت است. موتورهای توربو جت، بیشتر بر نیروی تولیدی از گازهای خروجی اتکا دارند.
در موتورهای توربوجت، ابتدا، هوا وارد کمپرسور شده و متراکم می‌گردد. اما چون این هوا با سرعت نسبتاً زیادی وارد موتور گردیده برای احتراق مناسب نیست و بیش‌تر سوخت مصرف شده، بدون اشتعال هدر می‌رود. به همین دلیل هوا به قسمت دیفیوزر یا همان کاهنده سرعت فرستاده می‌شود تا از سرعت آن کاسته شود. در دیفیوزر، ابتدا از سرعت هوا کاسته و بر دما و فشار آن افزوده می‌شود. سپس این هوای آماده برای احتراق، به اتاقک احتراق فرستاده می‌شود. در اتاقک احتراق یا Combaustion Chamber، هوا ابتدا وارد لوله احتراق گشته، با سوخت مخلوط شده سپس محترق می‌گردد. قسمتی از نیروی حاصله از این احتراق صرف گرداندن توربین شده و مابقی برای تولید نیروی رانش به کار می‌رود. گاهی در هواپیماهای توربوجت، بعد از شیپوره خروجی یا نازل، قسمتی به نام پس سوز (After Burner) قرار می‌دهند که بر نیروی محرکه می‌افزاید.
اوّلین هواپیمای مجهّز به موتور جت و توربوجت اچ. ایی-۱۷۸ ساخت آلمانی‌ها بود و با به‌کارگیری هواپیمای بوئینگ ۷۰۷ و دی.سی. هشت، ساختهٔ مک دانل داگلاس، خطوط مسافربری با هواپیمای جت نیز آغاز به کار کردند.

#### موتور توربوفن

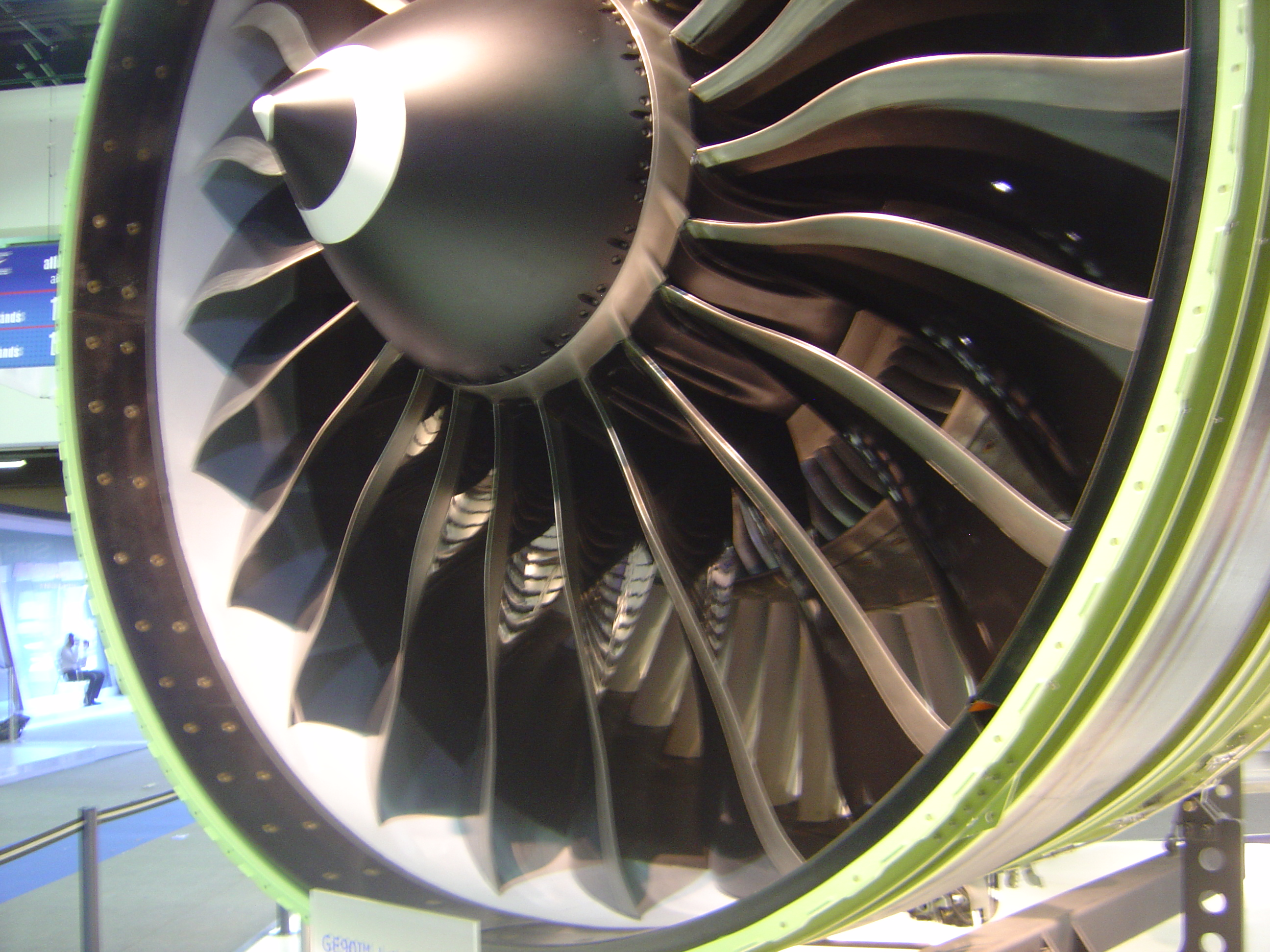
موتور توربوفن GE۹۰ محصول شرکت جنرال الکتریک آمریکا

موتورهای توربوفن در سرعت‌های متوسّط (امّا کم‌تر از سرعت صوت) دارای بازدهٔ بهتری هستند و از نظر تولید سر و صدا نیز قابلیت بهتری دارند به همین علت در بیش‌تر هواپیماهای مسافربری که در محدودهٔ سرعت‌های ساب سونیک (Sub Sonic) هستند از این نوع موتور استفاده می‌شود.
موتور توربوفن، یک کمپرسور بسیار بزرگ در جلوی موتور دارد که نسبت زیادی هوا پس از عبور از فن از فاصلهٔ بین فن و پوسته عبور کرده در انتهای موتور با گازهای داغ خروجی موتور یکی می‌شوند و نیروی پیشرانه را افزایش می‌دهد. توربو فن‌ها کارایی بهتری نسبت به توربوجت‌های ساده دارند؛ زیرا به حجم زیادی از هوا که از فن عبور می‌کند شتاب داده می‌شود و با توجه به هوای کمی که از هستهٔ موتور عبور می‌کند، نیروی پیشرانهٔ زیادی تولید می‌کند.
در موتورهای توربوفن، ابتدا هوا متراکم شده سپس وارد اتاقک احتراق می‌شود و بعد از احتراق از طریق شیپوره یا نازل خروجی خارج شده و در طی این فرایند، نیروی رانش لازم را جهت رانش هواپیما به جلو تأمین می‌کند. البته در موتورهای توربوفن، مقادیر دیگری از هوا از طریق کنارگذر نیز عبور داده می‌شود که در نهایت به گازهای خروجی داغ پیوسته و نیروی رانش را افزایش می‌دهد. به این عمل اصطلاحاً جریان سرد می‌گویند و مزایایی از قبیل تولید نیروی رانش بیشتر، خنک کاری موتور و… دارد.
تفاوت موتورهای توربوفن با توربوپراپ در این است که موتورهای توربوپراپ، فن یا ملخ ایجادکننده رانش در خارج از پوسته موتور قرار گرفته اما در موتورهای توربوفن، ملخ یا فن تولیدکننده رانش کاملاً در درون پوسته موتور قرار گرفته است.

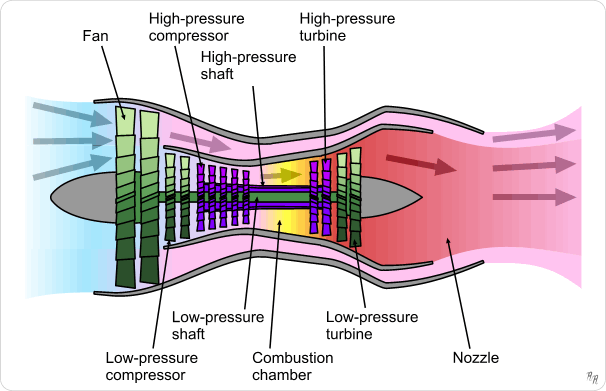
موتور توربوفن

به عبارت دیگر با اتصال یک پروانه (ملخ) به یک موتور جت، موتور توربوفن حاصل می‌شود. پروانه، یک جت سرد ایجاد می‌کند، بنابراین در موتورهای توربوفن دو جت وجود دارد که یکی جت گرم که از انتهای موتور خارج می‌شود و دیگری جت سرد که از داخل پوشش و مجرایی که پروانه را احاطه کرده است خارج می‌شود.
اولین بار در سال ۱۹۳۶ فرانک ویذل طرح موتور توربوفن را به ثبت رسانید و اولین هواپیما با موتور توربوفن، یک هواپیمای مسافربری با نام وی. سی-۱۰ بود که در سال ۱۹۵۹ پرواز کرد.

#### موتور توربوپراپ

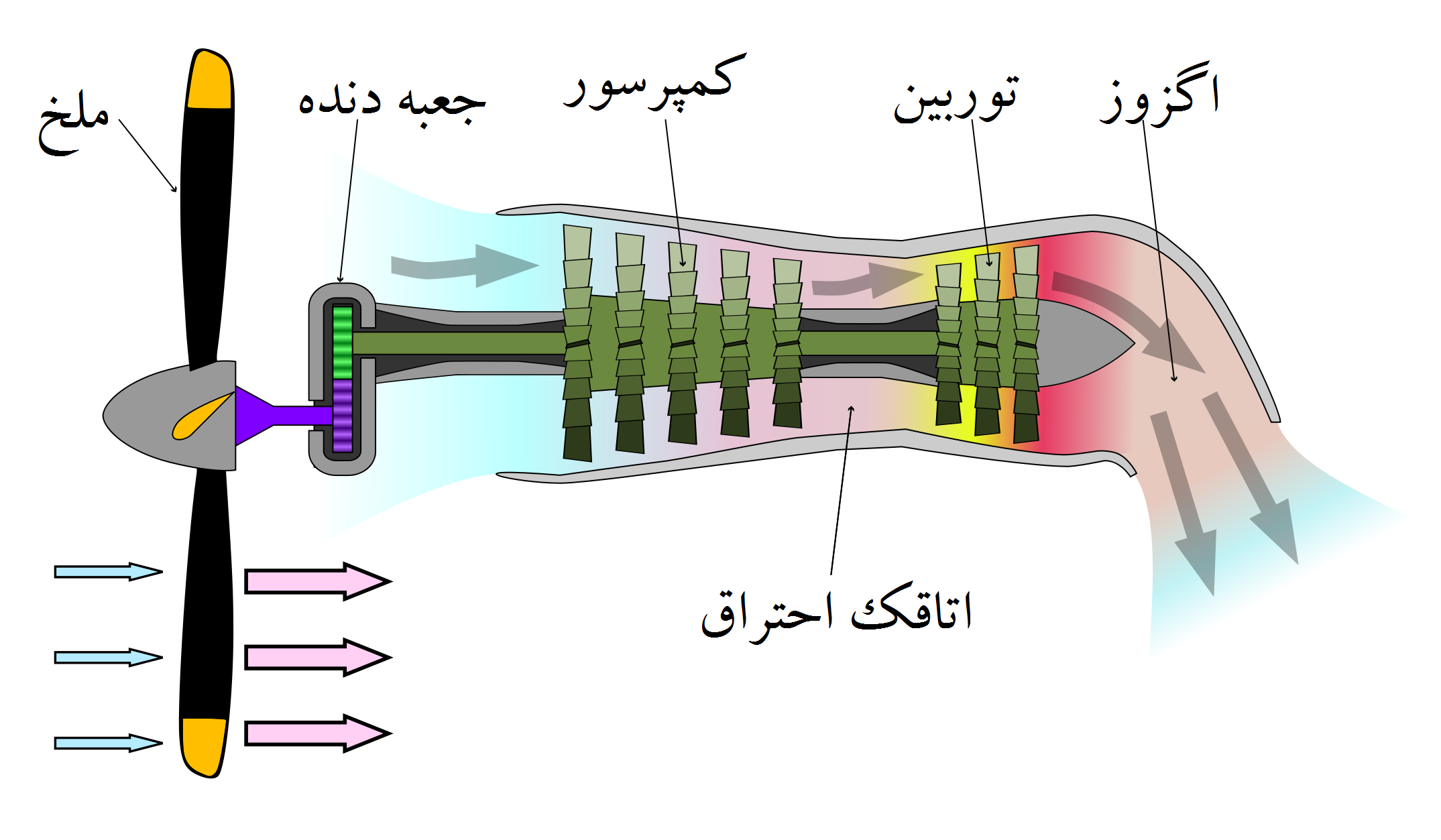
یک موتور توربوپراپ

توربوپراپ (به انگلیسی: Turboprop)، نوعی موتور هواپیما است که معمولاً در هواپیماهای کوچک و کم‌سرعت استفاده می‌شود. توربوپراپ‌ها در سرعت‌های کم، بازدهٔ بسیار بهتری نسبت به توربو فن‌ها و توربوجت‌ها دارند. از اشکالات عمدهٔ این نوع موتور این است که در سرعت‌های بالا صدای آن‌ها زیاد است. این نوع موتور بیشتر در هواپیماهای ترابری نظامی و هواپیماهای کوچک که در سرعت‌های زیر سرعت صوت (Sub Sonic) حد بیشتر تا ۷۳۰ کیلومتر در ساعت حرکت می‌کنند کاربرد دارد و در سرعت‌های بیشتر کاربرد ندارند.
موتورهای توربوپراپ، در حقیقت از نیروی ملخ برای تولید رانش استفاده می‌کنند و تنها وجه جت بودن آن‌ها تولید نیروی لازم برای این چرخش توسط موتور جت است. با اینکه گاز خروجی این موتورها نوعی جت است اما در حدود ۹۰ درصد از رانش توسط ملخ فراهم می‌شود.
تفاوت موتورهای توربوفن با توربوپراپ در این است که موتورهای توربوپراپ، فن یا ملخ ایجادکنندهٔ پیشرانه در خارج از پوسته موتور قرار گرفته اما در موتورهای توربوفن، ملخ یا فن تولیدکنندهٔ پیش‌رانه کاملاً در درون پوسته موتور قرار گرفته است.

#### موتور پالس‌جت

طرز کار موتور پالس جت: ۱- هوا وارد موتور می‌شود؛ ۲- هوا با سوخت مخلوط می‌شود؛ ۳- دریچه بسته می‌شود؛ ۴- مخلوط سوخت و هوا که آتش گرفته‌اند از اگزوز خارج شده و موشک را به جلو می‌رانند.

موتورهای پالس جت دارای توربین، کمپرسور، یا شفت نیستند و تنها قطعهٔ متحرّک، البتّه در نوع دریچه‌دار، دریچهٔ آن است. در این‌گونه موتورها، ابتدا توده بزرگی از احتراق در داخل موتور صورت می‌پذیرد که سبب بسته ماندن دریچه می‌شود. چون تنها راه فرار هوا از موتور قسمت انتهای آن می‌باشد هوا به طرف آنجا هجوم می‌آورد. در نتیجهٔ خروج هوا، خلأ یا حالت مکشی به وجود آمده که باعث بازشدن دریچه و ورود هوای تازه می‌شود. در این حالت، مقداری هوای محترق شده از خروج بازمانده و صرف تراکم و احتراق گاز تازه‌وارد می‌گردد و سیکل به همین ترتیب ادامه پیدا می‌کند. البته این نوع از موتور جت کاربرد زیادی ندارند اما در بعضی از هلیکوپترها جهت افزایش سرعت خطی آن‌ها استفاده می‌شود.

#### موتور الکتریکی

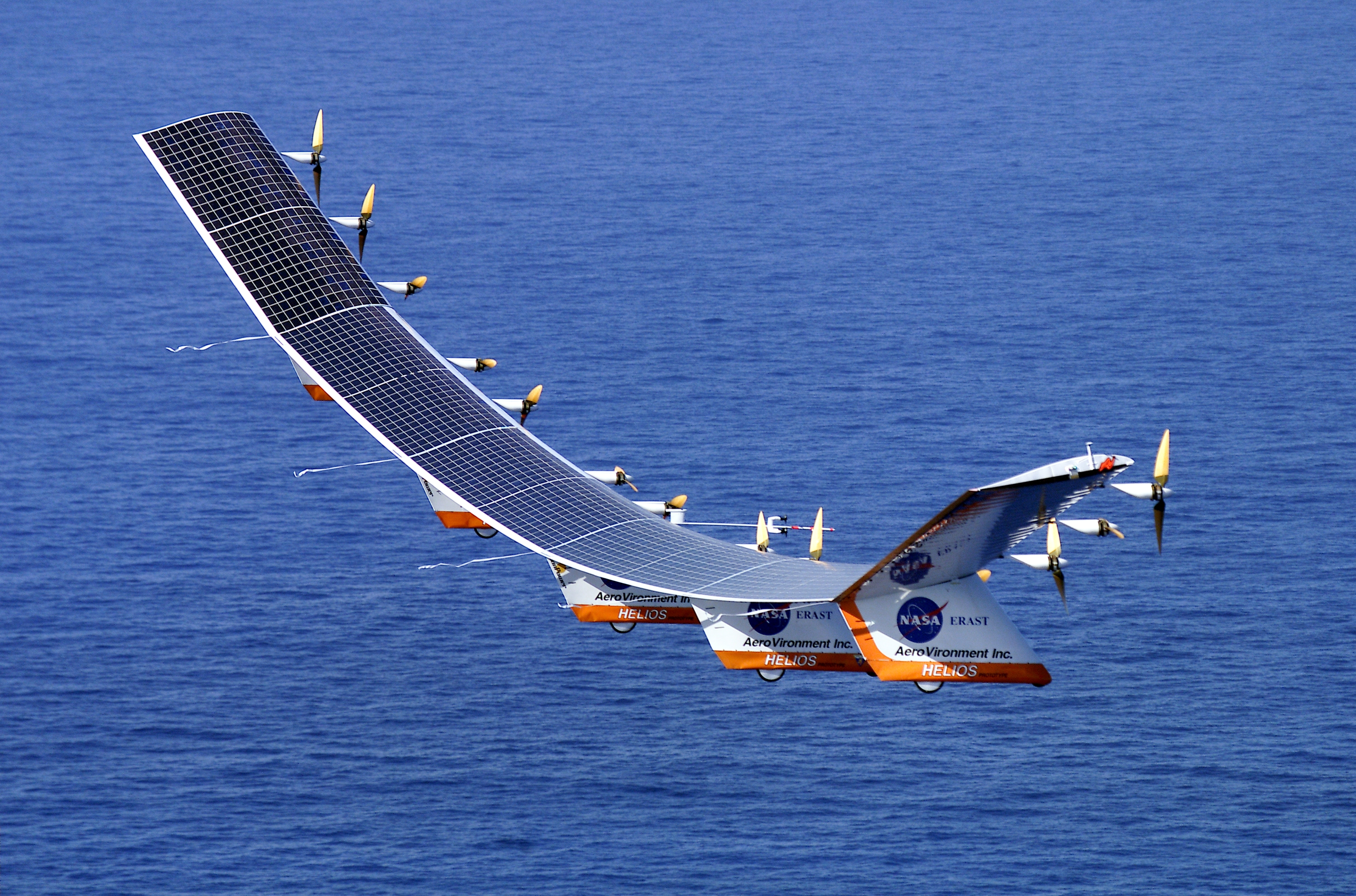
انرژی خورشیدی نیروی این هواپیما را تأمین می‌کند.

موتورهای الکتریکی به جای موتورهای درون‌سوز در هواپیمای الکتریکی استفاده می‌شوند. این انرژی الکتریکی می‌تواند از پیل‌های سوختی، سلول‌های خورشیدی، برق بی‌سیم یا باتری گرفته شود.
درحال حاضر پروازها با استفاده از موتور الکتریکی بیشتر به صورت آزمایشی انجام می‌شود، شامل هواپیماهای باسرنشین و بی‌سرنشینی که از موتور الکتریکی استفاده می‌کنند و از دههٔ ۱۹۷۰ به پرواز درآمده‌اند.

#### موتور موشک
در خلال جنگ جهانی دوم آلمان نازی توانست هواپیمایی با نام می ۱۶۳ کومت (Me 163 Komet) بسازند که با نیروی موتور موشک به پرواز درآید. پس از آن ایالات متحده توانست با هواپیمای بل ایکس-۱ که از موتور موشک برای رانش استفاده می‌کرد از دیوار صوتی برای اولین بار بگذرد. بعدها هواپیمای نورث امریکن ایکس-۱۵ (North American X-15) که آن هم از موتور موشک استفاده می‌کرد توانست از دیوار صوتی بگذرد و رکورد بیشترین سرعت و ارتفاع را با رسیدن به مرز فضا ثبت کند. از سال ۱۹۶۷ تا به امروز نیز هواپیمای نورث امریکن ایکس-۱۵ رکورد رسمی سریعترین هواپیمای سرنشین‌دار را با حد بیشتر سرعت ۷۲۷۴ کیلومتر بر ساعت در اختیار دارد.
با وجود آن که موتورهای موشک در چندین هواپیما در میانه‌های سدهٔ بیستم استفاده شد اما امروزه در هواپیماها کاربرد زیادی ندارد و فقط در پروژه‌های نظامی از آن استفاده می‌شود.

#### موتور رم‌جت

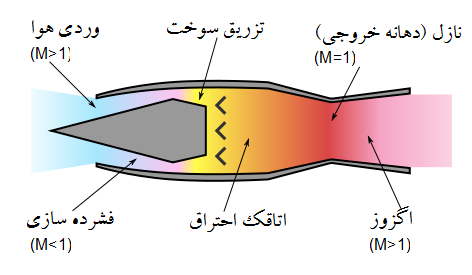
اصول کار رم‌جت

موتور رَم‌جت (به انگلیسی: Ramjet) ساده‌ترین نوع موتور جت است. در این نوع موتور هوایی که وارد موتور می‌شود به خاطر سرعت ورود به مجرای موتور خودبه‌خود فشرده می‌شود و نیازی به داشتن فشارنده (کمپرسور) نیست.
موتور رم‌جت فقط در سرعت‌های زیاد کارایی دارد به همین دلیل نمی‌توان از آن برای شروع پرواز (take off) استفاده کرد و بایستی هواپیمای مجهز به این موتور توسط فلاخن پرتاب شود یا همانند موشک از یک هواپیمای مادر شلیک شود تا موتور آن به کار افتد.
موتورهای رم جت، هیچ قطعهٔ متحرکی ندارند و در نگاه اول، مانند یک لوله توخالی به نظر می‌رسند که بیشتر در سرعت‌های مافوق صوت به کار می‌روند. موتورهای رم جت نیز مانند پالس جت، دارای توربین، کمپرسور یا … نمی‌باشند از آن‌ها به عنوان موتور دوم استفاده می‌کنند که با این تفاسیر بیشتر در موشک‌ها به کار می‌روند. در این‌گونه موتورها، برای روشن شدن موتور ابتدا باید سرعت هوا به مقدار لازم برسد در صورت رخداد چنین حالتی، موتور جت به‌طور خودکار خود را روشن می‌کند. در موتور رم جت، هوا با سرعت زیاد وارد موتور شده و به علت سرعت بیش از حد، در قسمت دیفیوزر به خوبی متراکم شده و دما و فشار آن بسیار بالا می‌رود. در این حالت مخلوط هوا و سوخت محترق گشته و با خروج از موتور، نیروی رانش بسیار زیادی را آزاد می‌کنند. این موتورها قدرت بسیار زیادی را دارا می‌باشند اما برای شروع پرواز و برخاست مناسب نمی‌باشند.
به این دلیل که این نوع موتورها در ابتدا سرعت زیادی ایجاد می‌کنند در نسل جدید موشک‌های هوا به هوای شرکت MBDA یعنی موشک مترو (Metro) به جای استفاده از موتورهای موشکی از این موتورهای جت استفاده می‌کنند که هم سرعت بالایی دارند و هم قدرت مانور فوق‌العاده‌ای به موشک می‌دهند.

#### موتور توربو رم‌جت

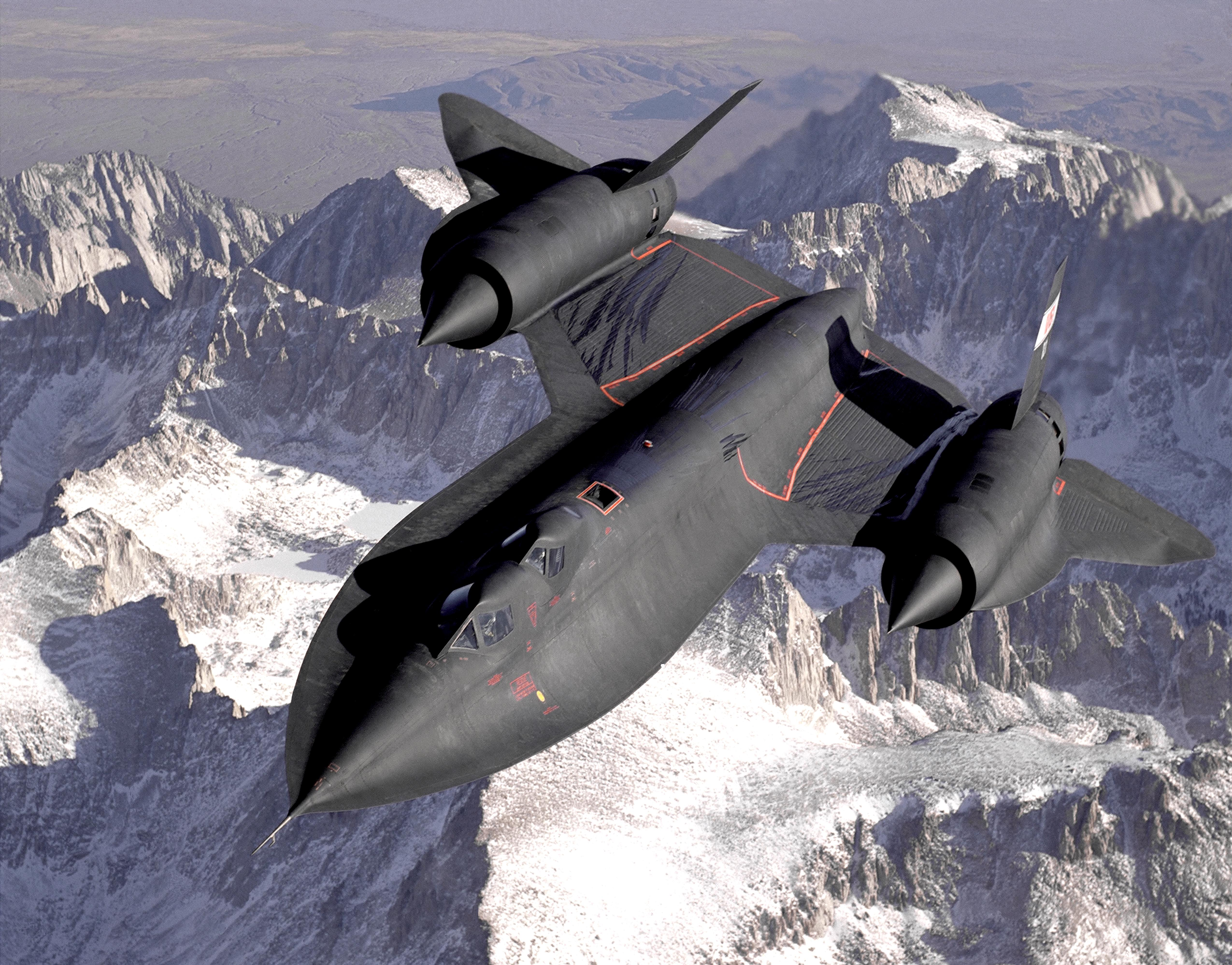
اس‌آر-۷۱ که در دهه ۱۹۶۰ ساخته شد از نظر بسیاری از مشخصات پروازی توانمندترین هواپیمای تاریخ محسوب می‌شود.

موتور توربو رم‌جت از دو جزء ساخته می‌شود:۱-موتور رم جت ۲- توربوفن. در این نوع جنگنده‌ها ابتدا برای شروع پرواز خلبان موتور توربوفن را روشن می‌کند تا انرژی لازم برای برخاست به وجود آید. سپس بعد از این که هواپیما به سرعت ۱ ماخ (سرعت صوت) یا نزدیک به آن رسید خود به خود موتور توربوفن خاموش شده و دریچهٔ آن بسته می‌شود. سپس باد موجود وارد همان موتور گشته ولی به جای ورود به داخل توربوفن، از کنار آن عبور و به داخل موتور رم‌جت می‌رود و در همان حال است که با فشار موجود در هوا، موتور روشن شده و در عرض ۱۵ ثانیه هواپیما از یک ماخ به ۳/۵ الی ۷ ماخ می‌رسد. گفتنی است که این موتور فقط در ۲ هواپیما ساخته شده است. لاکهید اس آر-۷۱ (SR-71) و لاکهید آر-کیو ۱۷۰ (RQ-170).

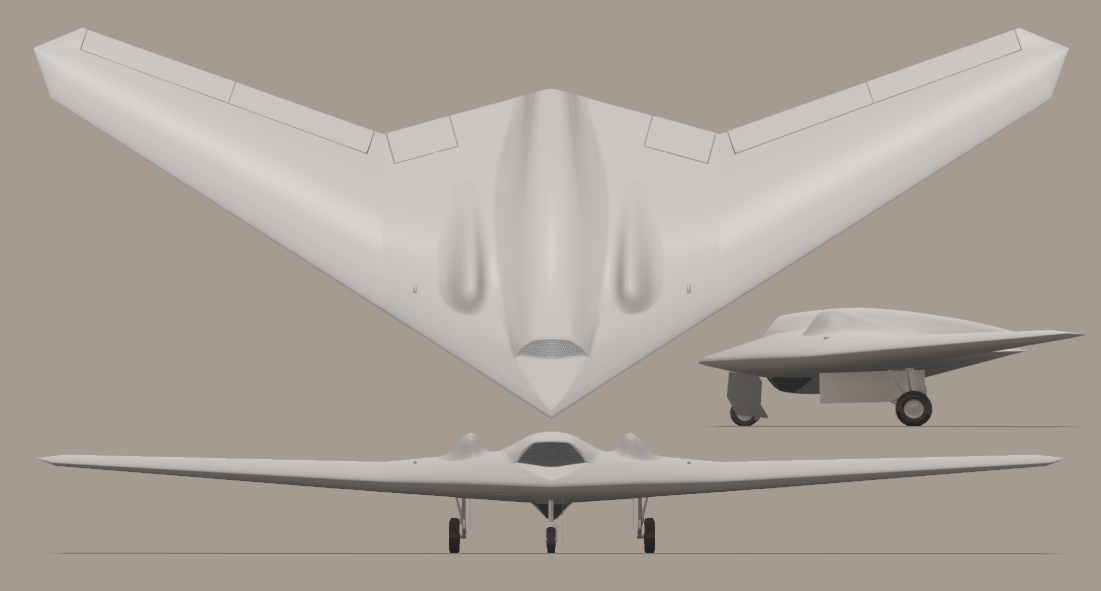
پهپاد لاکهید آرکیو-۱۷۰ ساختهٔ ایالات متحده دارای موتور توربو رم‌جت است. یک فروند از این هواپیما در سال ۲۰۱۱ میلادی توسط سپاه ایران درحالی که در مرزهای ایران در حال شناسایی بود به تصرف درآمد.

هواپیمای لاکهید اس آر-۷۱ (SR-71) نوعی هواپیمای سرنشین‌دار شناسایی دوربرد بود که اولین فروند آن در سال ۱۹۶۴ به پرواز درآمده و از سال ۱۹۶۶ تا ۱۹۹۸ در خدمت نیروی هوایی ایالات متحده آمریکا بود. این هواپیما با بیشینه سرعتی بالای ۳ ماخ همچنان با اختلاف قابل توجه، رکورددار سریعترین هواپیمای سرنشین‌دار تاریخ است. در مجموع ۳۲ فروند از این هواپیما ساخته شد که ۱۲ فروند آن بر اثر سوانح مختلف از دست رفتند اما هیچ‌یک مورد اصابت آتش دشمن قرار نگرفتند.
این هواپیما در عمل قابلیت رادارگریزی ندارد به‌طوری‌که حتی از فواصل بسیار دور توسط رادارهای کنترل هوایی مسافربری نیز قابل ردگیری است. اما با این حال، خصوصیت اصلی‌ای که آن را دربرابر تمام حملات موشکی طی ۳۵ سال خدمتش ایمن ساخت، سرعت بالای آن بود. به‌طوری‌که در طی مدت خدمتش بیش از چهار هزار تلاش برای رهگیری آن شکست خورد و از ۳۲ فروند تولید شده آن هیچ‌کدام توسط دشمن سرنگون نشدند.
لاکهید آر-کیو ۱۷۰ یک هواپیمای شناسایی بدون سرنشین (پهپاد) است که توسط نیروی هوایی ایالات متحده آمریکا در عملیات بلندمدت آزادی (جنگ افغانستان) مورد استفاده قرار گرفته است. از مشخصات این هواپیما اطلاعات اندکی به بیرون درز پیدا کرده است، اما کارشناسان نظامی معتقدند که دارای قابلیت هواپیما رادارگریز بوده و دارای ابزارهای شناسایی می‌باشد. در سال ۲۰۱۱ نیروی هوایی سپاه پاسداران ایران توانست یکی از این پهپادها را که به داخل مرز ایران آمده بود به تصرف خود درآورد.

#### موتور اسکرم جت

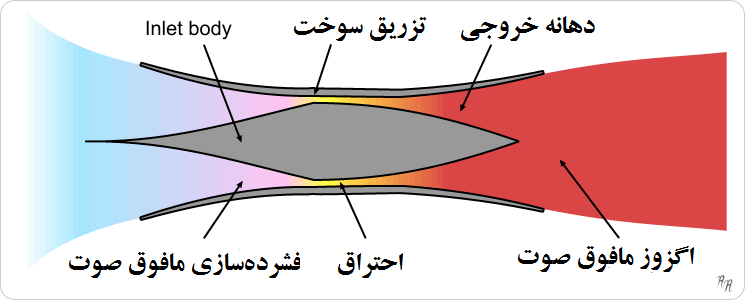
طرح ساده موتور اسکرم جت

نام این موتورها از واژه (supersonic combustion ramjet) گرفته شده که به معنای احتراق در سرعت مافوق صوت است. این‌گونه موتورها در سرعت‌های مافوق صوت (Hyper Sonic) به کار می‌روند و طرز کار آن‌ها بسیار مشابه موتورهای رم‌جت با تغییراتی می‌باشد. این نکته قابل توجه است که مشتعل ساختن مولکول‌های هوا در حالی که هوا با سرعت بالای ۴ ماخ وارد موتور می‌گردد، مانند روشن کردن کبریت در گردباداست! اولین هواپیمای دارای موتور اسکرم جت، هواپیمای بدون سرنشین ناسا ایکس-۴۳ است که سرعت آن تا ۹٫۷ ماخ (۱۲٬۱۰۰ کیلومتر در ساعت) می‌باشد.

## طراحی و ساخت

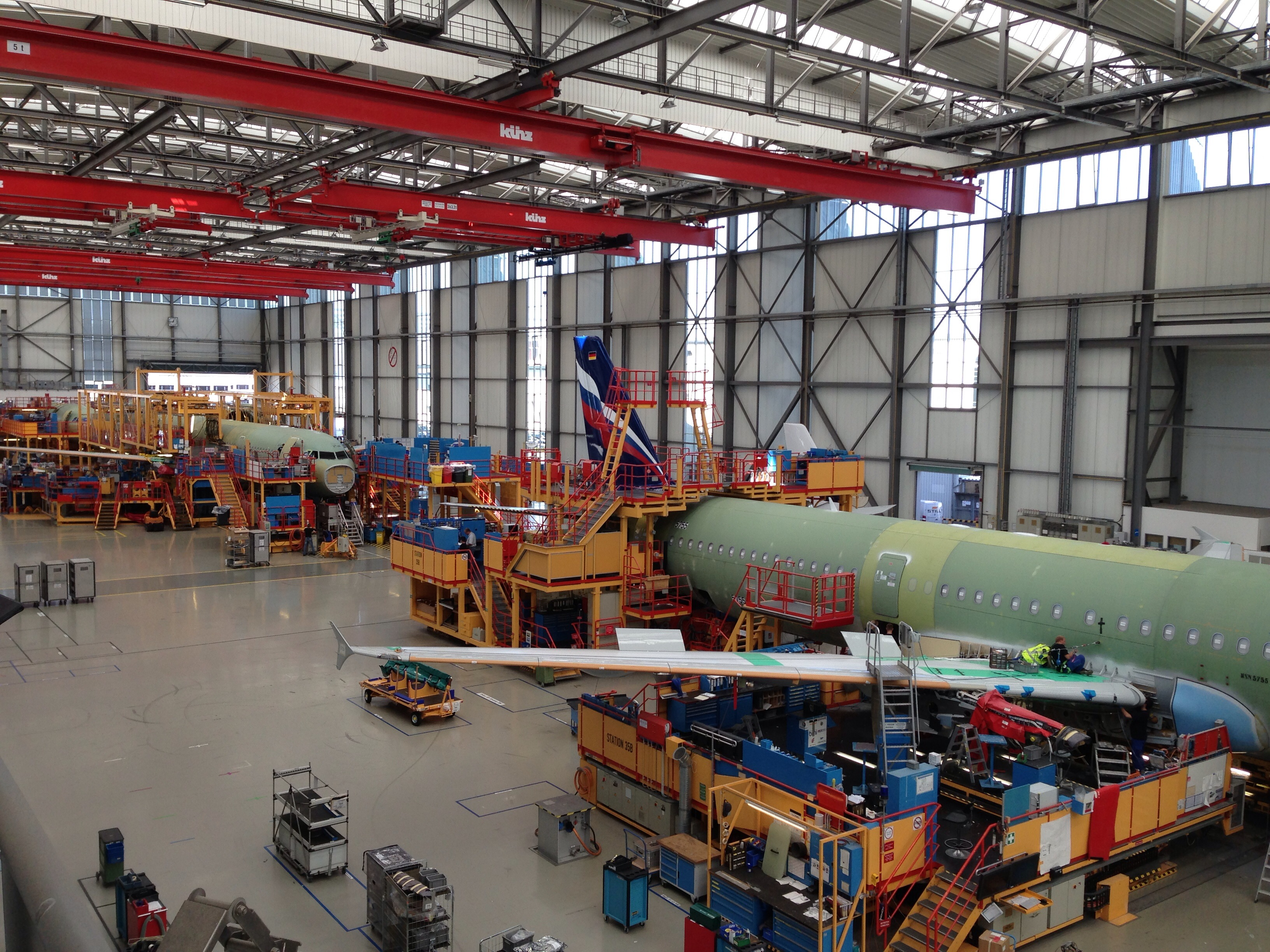
خط مونتاژ ایرباس آ-۳۲۱ در فرودگاه هامبورگ فینکن‌وردر.

بیشتر هواپیماها به این منظور ساخته می‌شوند که به تعداد زیادی از مشتریان فروخته شوند. فرایند طراحی یک هواپیمای کوچک از جمله آزمایش‌های امنیتی می‌تواند تا چهار سال به طول بینجامد و این مدت برای هواپیماهای بزرگ بیشتر است. در طول این فرایندها است که اهداف و طراحی هواپیما پیشرفت می‌کند. برای مثال شرکت‌های هواپیماسازی با استفاده از نقشه‌ها و مدل‌های شبیه‌سازی شدهٔ هواپیما، به آزمایش مقاومت آن در برابر باد و همین‌طور پیش‌بینی حرکات آن در شرایط مختلف می‌پردازند. این آزمایش‌ها همگی توسط رایانه‌های مخصوص که صرفاً برای این کار تهیه شده‌اند انجام می‌شود. همچنین به منظور بررسی آیرودینامیک بودن هواپیما، مدل‌های کوچک شده‌ای از آن در تونل‌های باد قرار می‌گیرد.
وقتی طراحی هواپیما از این مراحل گذر کرد، شرکت شروع به تولید تعداد محدودی از نمونه‌های اولیه هواپیما می‌گیرد تا آن را بر روی زمین نیز آزمایش کنند. اولین این آزمایش‌ها، اغلب توسط نمایندگانی از سازمان‌های دولتی مرتبط با ترابری هوایی صورت می‌گیرد. به این ترتیب آزمون‌های پرواز ادامه پیدا می‌کند تا تمام نیازهای یک پراوز ایمن فراهم شود. سپس نمایندگان سازمان دولتی ترابری هوایی به شرکت سازنده اجازهٔ تولید انبوه هواپیما را می‌دهد.
در ایالات متحدهٔ آمریکا ادارهٔ هوانوردی فدرال (FAA) و در اتحادیهٔ اروپا آژانس امنیت هوایی (EASA) اجازهٔ صدور مجوز برای پرواز یک هواپیما را دارند.
اما در مواردی که قرار باشد هواپیما به صورت بین‌المللی به فروش برسد، ضروری است که سازمان هوایی هر کشور مجوز پرواز آن هواپیما را صادر کند. برای مثال شرکت هواپیمایی ایرباس (Airbus) که در بریتانیا قرار دارد، باید برای فروش هواپیماهایش در آمریکا از ادارهٔ هوانوردی فدرال گواهی بگیرد و همین‌طور شرکت هواپیمایی بوئینگ (Boeing) برای فروش هواپیماهایش در اتحادیهٔ اروپا، نیاز به گواهی تأیید از آژانس امنیت هوایی دارد.
در سال‌های اخیر توجه به هواپیماهایی که آلودگی صوتی کمتری ایجاد می‌کنند بیشتر است. به خصوص در مناطق شهری‌ای که ترافیک هوایی زیادی دارد این مسئله به عنوان یک نگرانی عمده پیگیری می‌شود.

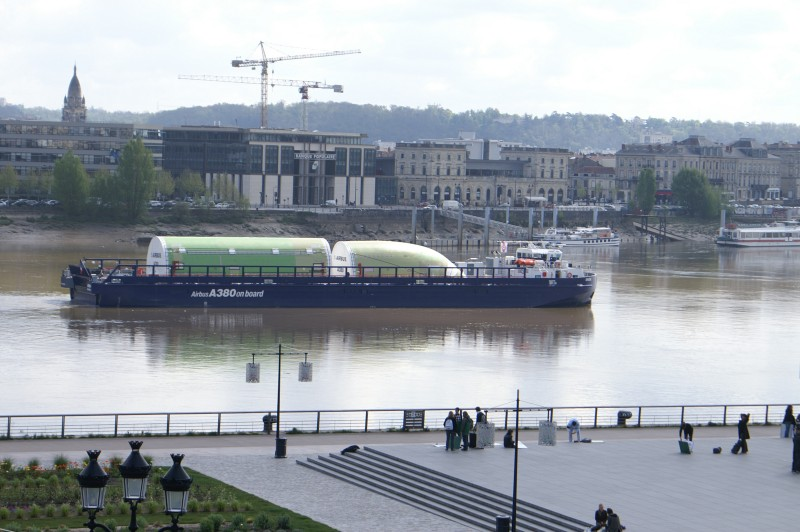
قطعات هواپیمای ایرباس آ-۳۸۰ در حال ارسال به کارخانهٔ اصلی ایرباس.

تعداد محدودی از شرکت‌های سازندهٔ هواپیماهای بزرگ در جهان وجود دارد. با این حال، فرایند ساخت یک هواپیما به صورتی است که ده‌ها یا صدها کمپانی بزرگ و کوچک دیگر نیز در آن شرکت دارند. برای مثال یک شرکت می‌تواند تولید ارابه‌های فرود را برعهده بگیرد در حالی که یکی دیگر مسئول رادار آن است؛ و تولید قطعات مختلف محدود به شهر یا حتی کشور خاصی نیست به‌طوری‌که در مورد کمپانی‌های هواپیمایی بزرگ این قطعات می‌تواند از سراسر جهان تأمین شود. این قطعات بعد از سفارش و ساخت همگی به سمت شهری که خط مونتاژ اصلی هواپیما در آن قرار دارد فرستاده‌می‌شود.
پس از طی کامل این مراحل، هواپیما توسط بازرسان سازمان‌های دولتی هوایی چند بار دیگر آزمایش می‌شود تا تمام نواقص و ایرادهای پنهان آن نیز آشکار شود. پس از آن که گواهی تأیید پرواز یک هواپیما صادر شد، کمپانی سازنده شروع به انجام آزمایش‌های نهایی می‌کند. در این آزمایش‌ها هواپیما برای ده‌ها ساعت توسط خلبان‌های حرفه‌ای و کارآزموده مورد استفاده قرار می‌گیرد و پس از گذر این این مرحله است که طراحی بصری هواپیما از جمله رنگآمیزی، صندلی‌ها و … انجام می‌شود تا برای تحویل به مشتری آماده‌شود.

## گونه‌های هواپیما

### هواپیمای مسافربری و باربری

طراحی داخلی یک ایرباس آ-۳۸۰

هواپیمای مسافربری (Airliner) به هواپیماهایی گفته می‌شود که برای ترابری مسافر و باربری هوایی استفاده می‌شوند. این هواپیماها توسط شرکت‌های هواپیمایی اداره می‌شوند و وزنی سنگین‌تر و ابعادی نسبتاً بزرگتر از هواپیماهای سبک و فوق سبک دارند. هواپیمای مسافربری جزو کارهای تجاری دسته‌بندی می‌شود. امروزه شرکت‌های زیادی هستند که هواپیمای مسافربری تولید می‌کنند که می‌توان شرکت‌های ایرباس، بوئینگ، بمباردیه و امبرائر را مثال زد که در رقابت عمده با یکدیگر هستند.
بزرگ‌ترین هواپیماهای مسافری، هواپیماهای پهن‌پیکر جت هستند.
هواپیمای پهن‌پیکر یک هواپیمای بزرگ مسافربری است که در سالن مسافران آن دو راهرو وجود دارد و در اصطلاح به آن هواپیمای دو راهرویی می‌گویند. عموماً هواپیماهای مسافربری پهن‌پیکر، بدنه‌ای با قطر ۵ تا ۶ متر دارند. در این نوع هواپیماها، در سالن اصلی، مسافران در ۷ تا ۱۱ صندلی در کنار یکدیگر می‌نشینند و در کل توانایی حمل ۲۰۰ تا ۸۵۰ مسافر را دارد. هواپیماهای پهن‌پیکر به صورت گسترده‌ای برای حمل بار و دیگر کارهای خاص مورد استفاده قرار می‌گیرند. بزرگ‌ترین هواپیما پهن‌پیکر جهان ایرباس آ-۳۸۰ است که از سال ۲۰۰۸ استفاده‌می‌شود

طراحی داخلی یک ایرباس آ۳۸۰–۸۰۰. در این کلاس دارای ۵۱۹ صندلی است که ۳۳۱ صندلی در طبقهٔ پایین و ۱۸۸ صندلی در طبقه بالا است.

در مقابل، هواپیماهای مسافربری تنگ‌پیکر دارای قطری در حدود ۳ تا ۴ متر هستند و یک راهرو دارند و تعداد صندلی‌های آن‌ها بین ۲ تا ۶ عدد کنار هم است. هواپیما بوئینگ ۷۰۷ که تنگ‌پیکر بود، نخستین جت مسافری بود که موفقیت تجاری یافت و عصر جت را آغاز کرد. همچنین این هواپیما نخستین هواپیمای جت محصول شرکت بوئینگ به حساب می‌آید.
هواپیماهای پهن پیکر در اصل برای بهره‌وری بیشتر و در عین حال آسایش مسافران طراحی شده است. این هواپیماها به منظور انتقال هرچه بیشتر مسافران و در نتیجه سود و منفعت بیشتر گسترش یافته‌اند. اینکه یک هواپیما چقدر مسافر را حمل کند، به شرکت هواپیمایی هم وابسته است زیرا اندازه صندلی‌های هواپیما را شرکت هواپیمایی تعیین می‌کند. برای مثال در پروازهای کوتاه مدت، تعداد صندلی‌ها بسیار بیشتر است.
طبق گزارشی که شرکت بوئینگ برای مدل ۷۸۷ اعلام کرده است میزان مصرف مواد اولیه و آلیاژهای مصرفی در بدنه هواپیماهای تجاری به ترتیب میزان مصرف این گونه است: کامپوزیتها با ۵۰٪ بیشترین میزان مصرف را در بدنه هواپیما دارند و پس از آن آلومینیوم ۲۰٪ تیتانیوم ۱۵٪ استیل ۱۰٪ و دیگر مواد ۵٪ از کل مواد مصرفی بدنه و ساختمان هواپیماهای تجاری را تشکیل می‌دهد.
هواپیماهای مسافری معمولاً در سه کلاس درجه یک (First)، تجاری (Business) و اقتصادی (Economy) هستند.

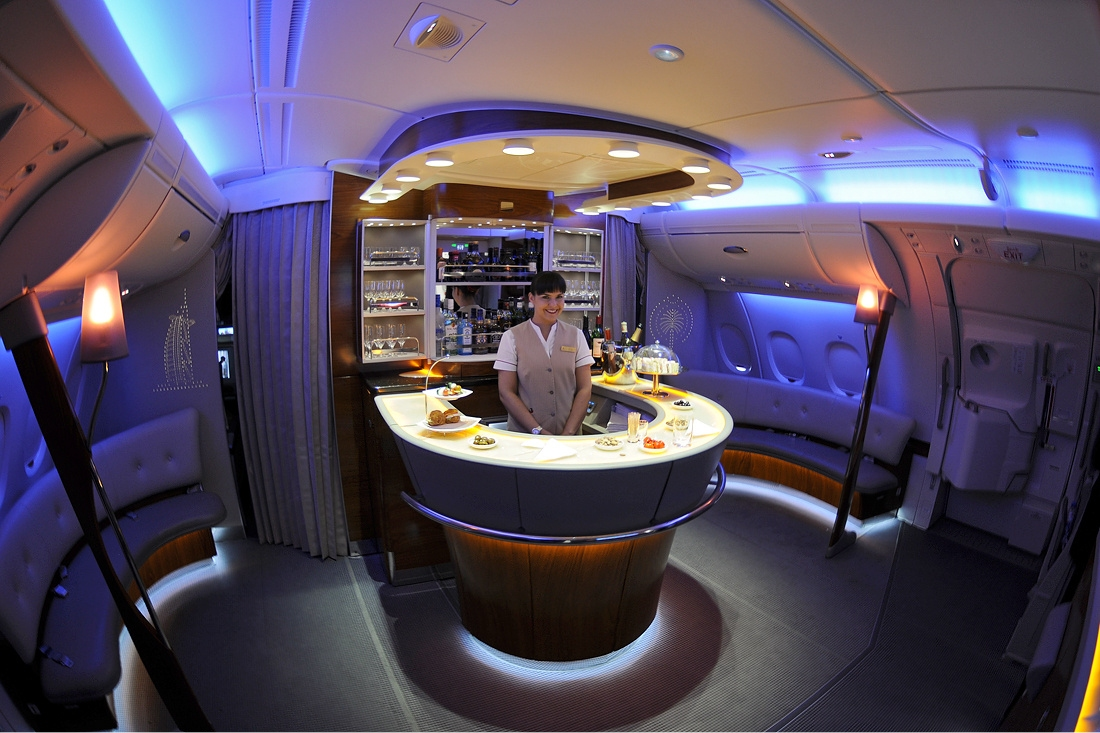
بخش نوشیدنی‌ایستا درجه یک هواپیمای ایرباس آ ۳۸۰.

### هواپیماهای لوکس
خطوط هوایی لوکس دنیا، دارای سه کلاس پروازی می‌باشند، که آن‌ها را کلاس پروازی درجهٔ ۱، بیزنس و اکونومی می‌نامند. کیفیت مبلمان و خدمات ارائه شده در هر یک از این کلاس‌های پروازی، با یکدیگر متفاوت است و افراد بسته به بودجه و اولویت خود، یکی از آن‌ها را، برای سفر خود برمی‌گزینند. یکی از مهم‌ترین مؤلفه‌هایی که کیفیت یک سفر هوایی را تضمین می‌کند، درجهٔ کیفی خط هوایی ارائه دهندهٔ پرواز مورد نظر است. بسیاری از افراد دنیا و به ویژه ثروتمندان و صاحبان کسب و کارهای بزرگ، تنها با خطوط هوایی خاصی سفر می‌کنند، و هرگز حاضر نیستند با سایر خطوط هوایی که از تجملات کم تری برخوردارند، سفر کنند. خطوط هوایی امارات، سنگاپور، کانتاس، ژاپن، لوفت هانزا و خط هوایی فرانسه جزءِ لوکس‌ترین و مجلل‌ترین خطوط هوایی دنیا هستند، و تعریف تازه‌ای از کلاس پروازی درجه ۱ را، در دنیا عرضه کرده‌اند. کیفیت مبلمان، پذیرایی، خدمات ارائه شده توسط مهماندارها و کیفیت سرویسی که این خطوط هوایی در کلاس پروازی First class یا همان کلاس پروازی درجه ۱، به میهمانان خود ارائه می‌دهند، چیزی فراتر از حد تصور مسافران است، و هر سفری که با این خطوط هوایی لوکس انجام می‌شود، تبدیل به خاطره‌ای فراموش نشدنی برای افراد می‌گردد. البته این بدان معنا نیست که این خطوط هوایی تنها دارای کلاس پروازی درجهٔ ۱ هستند و لازم است بدانید که تمامی هواپیماهای این خطوط هوایی دارای سه کلاس پروازی، درجه ۱، بیزنس و اکونومی می‌باشند، که در ادامه به مقایسهٔ آن‌ها با یکدیگر خواهیم پرداخت.
درجه یک:
کلاس اول هواپیماهای مسافری معمولاً گران‌ترین صندلی‌های یک پرواز را تشکیل می‌دهد. در کلاس اول صندلی‌ها مجهز به ماساژور، سیستم حرارتی و برودتی، سیستم سرگرمی، تلویزیون لمسی، حمام، تخت خواب و در بعضی موارد اتاق خصوصی هستند.
کلاس تجاری:
در کلاس تجاری صندلی‌ها از کیفیت بالایی برخوردار هستند و معمولاً توسط مسافرهای تجاری خریده می‌شوند. صندلی که تا ۱۸۰ درجه خم می‌شود و می‌تواند به یک تخت تبدیل شوند. همچنین دارای امکانات ارتباطی همچون اینترنت و فکس هستند. در این کلاس پروازی مسافران غذای دلخواه را طبق منوی غذایی سفارش می‌دهد. لوازم بهداشتی به صورت پک در اختیار وی قرار می‌گیرد.
کلاس اقتصادی:
بیشتر صندلی‌های هواپیما از این نوع هستند و بیشتر توسط مسافرهایی که سفرهای تفریحی می‌روند خریده می‌شوند. در این کلاس پروازی تعداد صندلی‌ها بیشتر و عرض آن کمتر است. در کل میزان راحتی در این صندلی‌ها کمتر بوده و برای مسیرهای کوتاه زیر ۲ ساعت مناسب است.

### هواپیمای شاتل‌بر

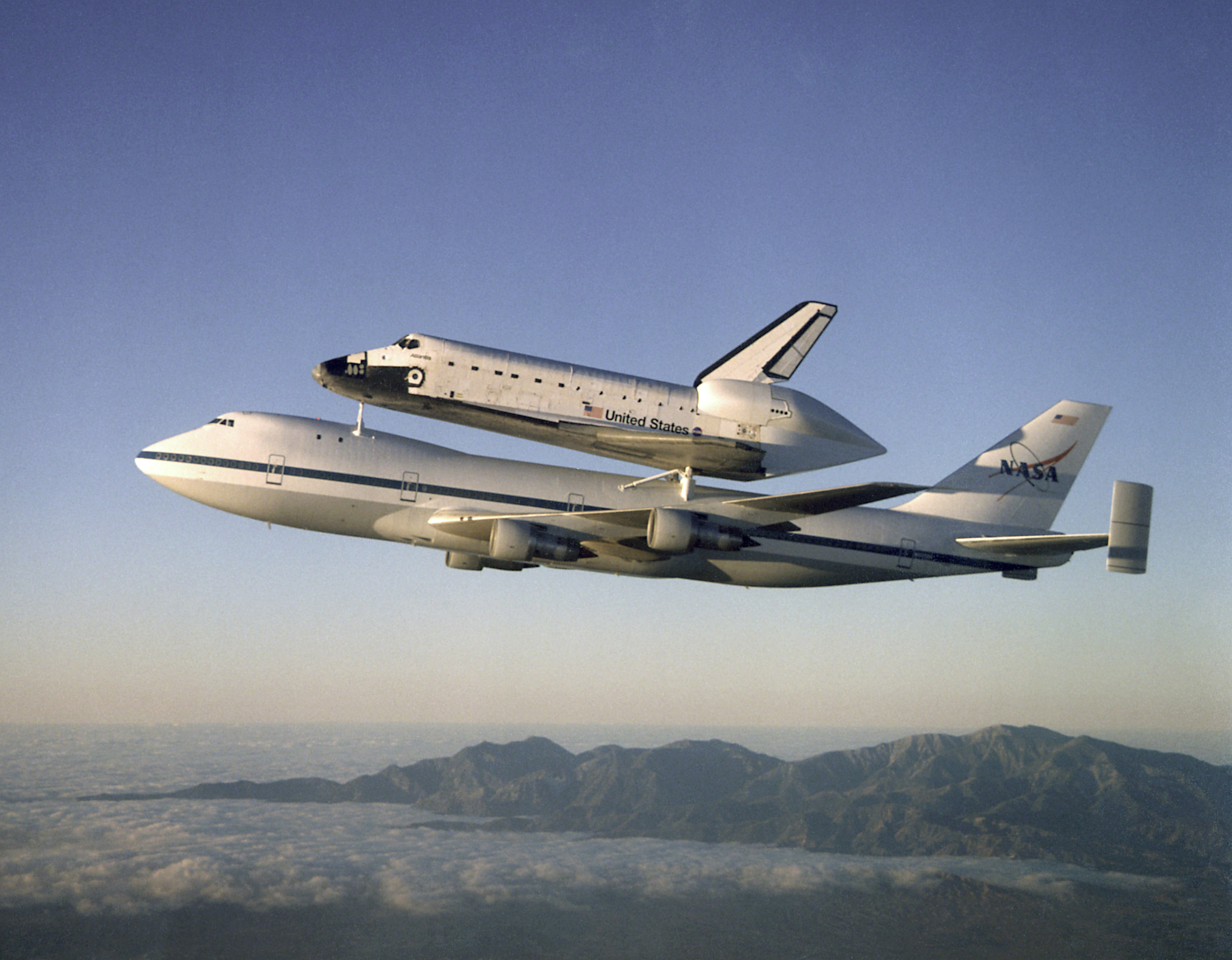
شاتل آتلانتیس در حال حمل با بوئینگ ۷۴۷ ناسا.

هواپیمای شاتِل‌بَر (SCA) به هواگردی می‌گویند که برای ترابری شاتل فضایی در جو زمین طراحی شده است. هواپیماهای شاتل‌بر آمریکایی امروزه شامل دو بوئینگ ۷۴۷ هستند که سازمان فضاپیمایی آمریکا (ناسا) آن‌ها را تا حد زیادی تغییر داده و طرحشان را مناسب این عملیاتِ ویژه کرده است. یکی از آن‌ها مدل ۱۰۰–۷۴۷ و دیگری ۷۴۷ رده ۱۰۰SR (میان‌برد) است. در دوران شوروی آنتونوف آ.ان. -۲۲۵ 'قزاق' همین نقش را برای حمل شاتل بوران ایفا می‌کرد.

### هواپیمای جنگنده
هواپیمای جنگنده یا شکاری نوعی هواگرد نظامی با سرعت بالا و مانورپذیری بسیار است و از سلاح‌هایی برای از میان بردن هواپیماهای دشمن برخوردار است. جنگنده‌ها در درجه اول برای تضمین کنترل فضای هوایی طراحی می‌شوند. جنگنده‌ها در مقایسه با هواپیماهای نظامی دیگر اندازه کوچکی دارند، آن‌ها به جنگ هوایی با هواپیماهای دیگر پرداخته، بمب‌افکن‌های دشمن را سرنگون کرده و مأموریت‌های تاکتیکی متنوع دیگری را انجام می‌دهند.
تولید جنگنده‌ها از اوایل جنگ جهانی اول آغاز شد و در ابتدا با بدنه‌های چوبی و سطح پارچه‌ای ساخته می‌شدند. ابتدا از آن‌ها به عنوان هواپیمای دیده‌بان برای راهنمایی توپخانه استفاده می‌شد اما خیلی زود مشخص شد که می‌توان آن‌ها را مسلح کرده و برای نبرد با هواپیماهای دشمن و مأموریت‌های تاکتیکی دیگر از آن‌ها استفاده کرد. در اواخر جنگ جنگنده‌هایی چون فوکر دی. ۷ آلمان و اسپاد فرانسهبه سرعت ۲۱۵ کیلومتر در ساعت دست یافتند. جنگ جهانی دوم شاهد جنگنده‌های تمام فلزی بود که به سرعت‌هایی فراتر از ۷۵۰ کیلومتر در ساعت رسیده و قابلیت پرواز در ارتفاع ۱۰۷۰۰ تا ۱۲ هزار متری سطح دریا را داشتند. با پایان جنگ جهانی دوم عصر جت‌های جنگنده فرا رسید.
تولید جنگنده‌هایی با موتور جت در اواخر جنگ در هر دو جبهه متفقین و متحدینآغاز شد اما دیرتر از آن وارد جنگ شدند که نقش مؤثری در آن ایفا کنند اما جت‌های جنگنده‌ای چون اف-۸۶ سیبر آمریکایی‌ها و میگ-۱۵ روس‌ها در جنگ کره به طرز مؤثری مورد استفاده قرار گرفتند. از آن زمان تاکنون جنگنده‌ها برای نقش‌های جنگی خاصی طراحی شده‌اند. جنگنده‌های رهگیر به گونه‌ای طراحی شده و مسلح می‌شوند که برای رهگیری، شکست دادن یا فراری دادن جنگنده‌ها و بمب‌افکن‌های دشمن مناسب باشند. جنگنده‌های برتری هوایی بایستی از برد عملیاتی بالایی برخوردار باشند تا در عمق قلمرو دشمن حرکت کرده و جنگنده‌های دشمن را نابود کنند. بسیاری از جنگنده‌ها از قابلیت‌های ثانویه حمله به اهداف زمینی با استفاده از انواع بمب و موشک هوا به زمین برخوردارند و در نقش جنگنده بمب‌افکن از آن‌ها استفاده‌می‌شود.

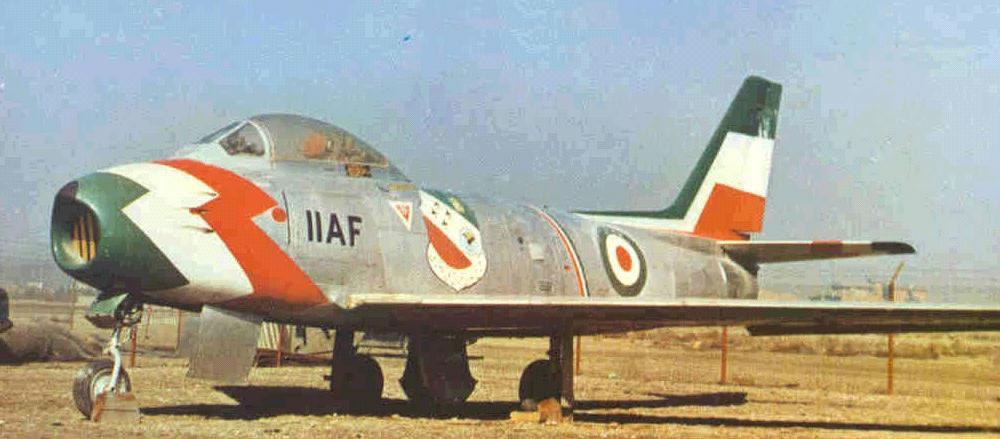
یک فروند اف-۸۶ سیبر متعلق به نیروی هوایی شاهنشاهی ایران که از نسل اول جنگنده‌ها به حساب می‌آید. دولت ایران نیز ۴۰ فروند از این هواپیما را بین سال‌های ۸–۱۹۵۷ خرید. تیم آکروجت نیروی هوایی شاهنشاهی ایران نیز از آن استفاده می‌کرد. این جنگنده در ایران در سال ۱۹۷۰ بازنشسته شد و ۳۰ فروند از آن‌ها در سال ۱۹۷۲ به پاکستان واگذار شد.

تا به حال چندین نسل از جنگنده‌ها تولید شده است. نسل اول جنگنده‌ها بیشتر به جنگنده‌هایی گفته می‌شود که در ابتدای عصر جت و در سال‌های ۱۹۴۵ تا ۱۹۵۵ میلادی یعنی بعد از جنگ جهانی دوم و تا زمان پایان جنگ کره تولید شدند. این هواپیماها، اولین هواپیماهایی بودند که به موتورهای توربوجت مجهز شدند، ولی با تمام این اوصاف قادر به شکستن دیوار صوتی (Sound barrier) نبودند و از نظر توانایی و قابلیت‌های جانبی، بسیار به همان هواپیماهای پیستونی جنگ جهانی دوم شبیه بودند و تنها وجه مثبت آنها، توانایی سرعت‌گیری سریع‌تر بود.
این هواپیماها که از معروف‌ترین آن‌ها می‌توان اف-۸۶ سیبر آمریکایی (F-86) که در اختیار نیروی هوایی ایران نیز بود و هواپیمای میگ-۱۵ روسی اشاره کرد که اغلب مجهز به رادار نبوده و از همان سلاح‌های معمولی توپ و بمب‌های سقوط آزاد و غیر دقیق و موشک‌های معمولی استفاده‌می‌کردند.

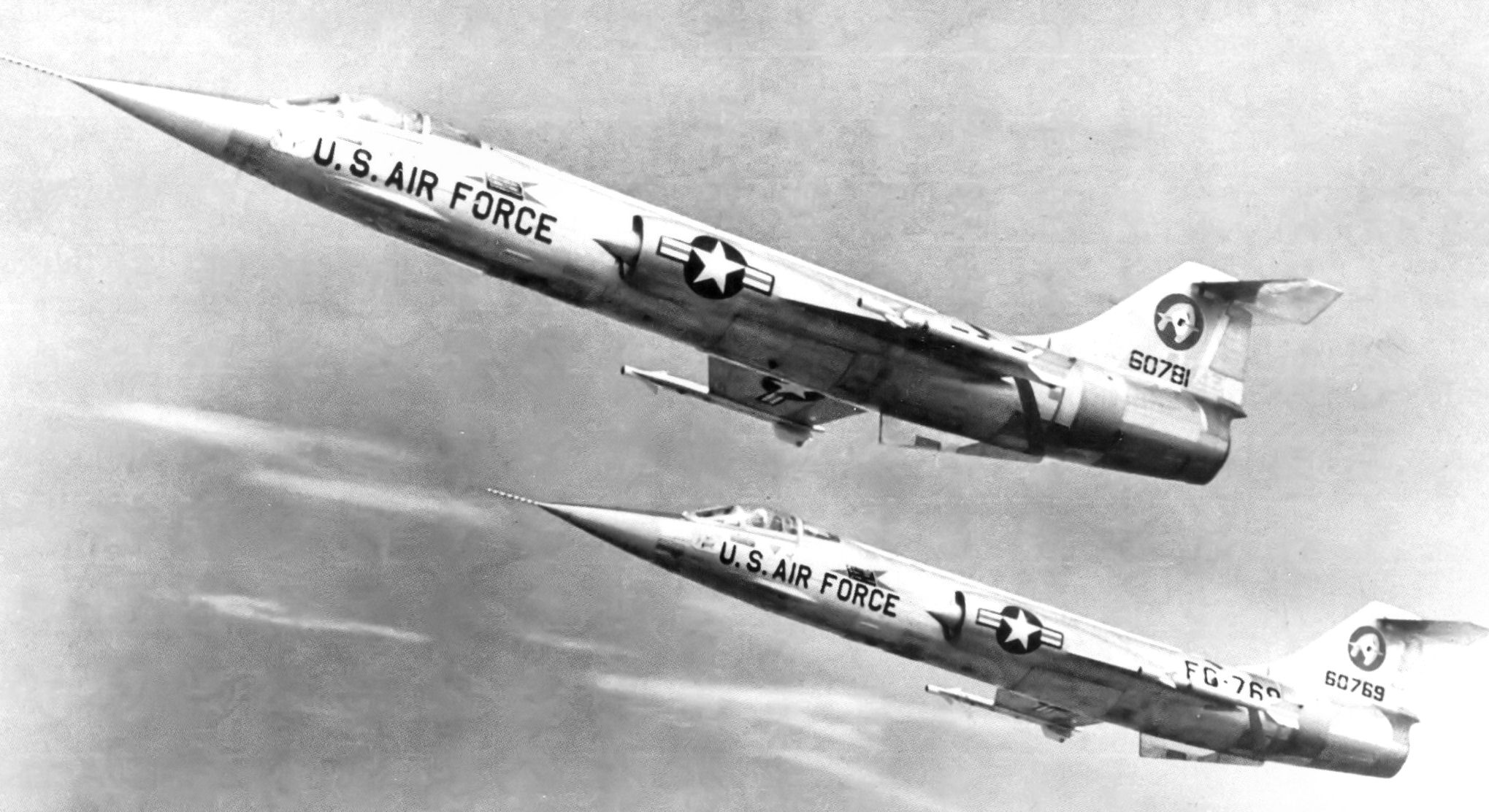
لاکهید اف-۱۰۴ استارفایتر نمونه‌ای از جنگنده‌های نسل دوم که قادر به شکستن دیوار صوتی بودند.

جنگنده‌های نسل دوم که طی سال‌های ۱۹۵۵ تا ۱۹۶۰ میلادی تولید شدند، هواپیماهایی بودند که سرعت بیشتر، سیستم‌های راداری تشخیص هدف و اولین موشک‌های هوا به هوای هدایت شونده که ساید ویندر (Sidewinder) نام داشت و هم‌اکنون نیز از آن بسیار استفاده می‌شود، دارا بودند. این جنگنده‌ها، در حقیقت با به عمل‌گیری درس‌هایی که در جنگ کره آموخته شد، طراحی و تولید شدند. نمونه جنگنده‌های نسل دوم هواپیمای اف-۱۰۴ استارفایتر را می‌توان نام برد. هواپیماهای نسل دوم اولین جنگنده‌هایی بودند که قادر به حفظ سرعت‌های مافوق صوت در پرواز مستقیم بودند. پیشرفت‌های چشمگیر در صنعت موشک‌های هوا به هوا، موجب شد که برای اولین بار در جهان از این موشک‌ها به عنوان سلاح اولیه و اصلی هواپیما به جای همان توپ معمولی استفاده شود.
در حدود سال‌های ۱۹۶۰ تا ۱۹۷۰، نسل سوم جنگنده‌ها که بیشتر جنگنده‌هایی را که در جنگ ویتنام شرکت کردند، پوشش می‌دهد، متولد شدند. بیشتر این جنگنده‌ها اولین هواپیماهای چند منظوره بودند که قادر به انجام مأموریت‌های هوا به هوا و هوا به زمین به صورت هم‌زمان بودند. مشهورترین هواپیمای این نسل هواگرد جنگنده فانتوم اف-۴ است که در نمونه‌های گوناگونی ساخته شد و به خدمت نیروی هوایی کشورهای بسیاری در جهان از جمله ایران نیز درآمده است.

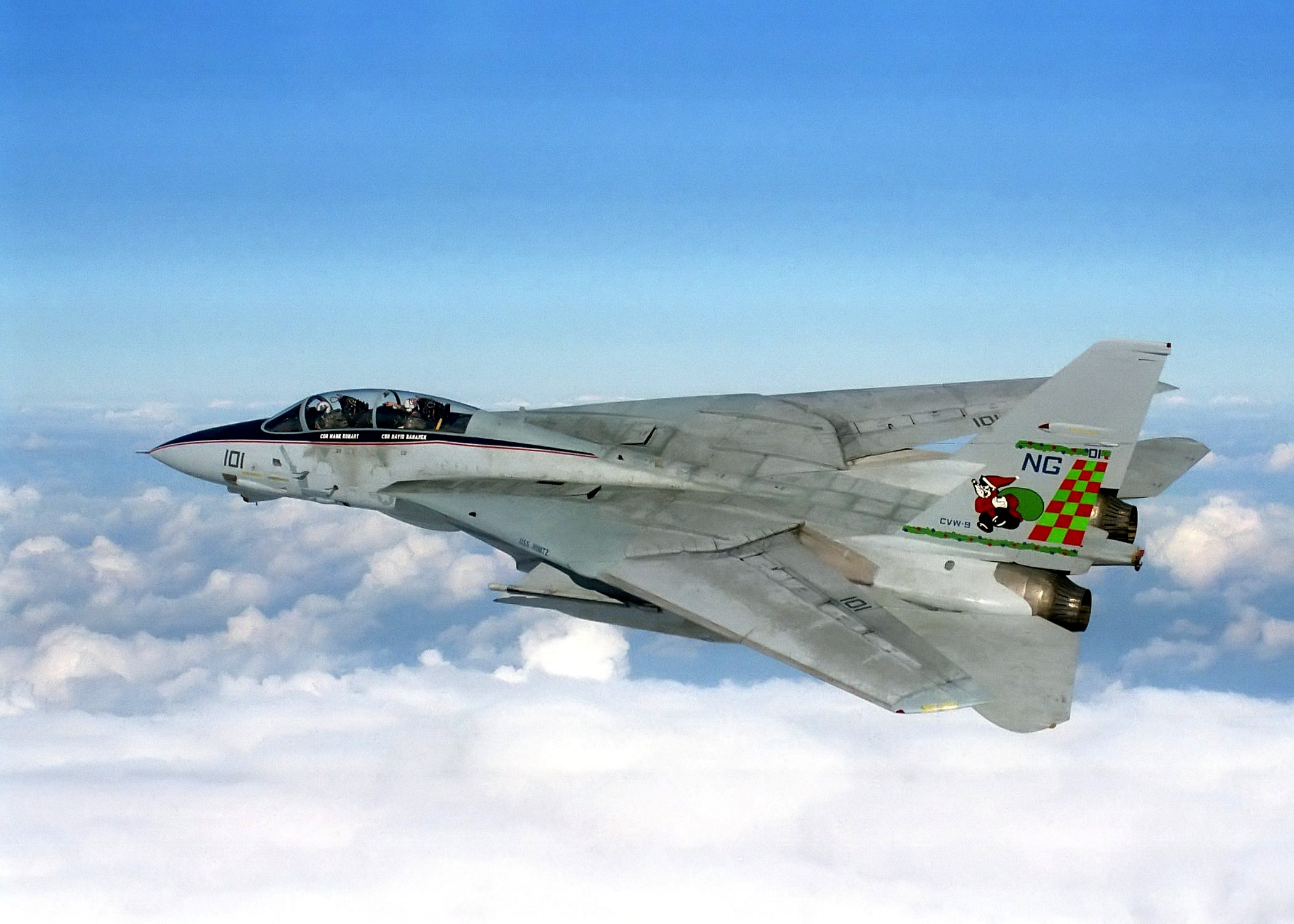
اف-۱۴ تام‌کت نسل چهارم از جنگنده‌ها بود که توسط ایالات متحده ساخته شد.

پس از آن و درطی سال‌های ۱۹۷۰ تا ۱۹۹۰، روند رو به رشد تولید جنگنده‌های چند مأموریتی به طرز قابل توجهی ادامه یافته و سرانجام منجر به تولید هواپیمای مشهوری چون اف-۱۴ تام‌کت، اف-۱۵ ایگل، اف-۱۶ فالکون، اف-۱۸ هورنت و میگ-۲۹ شد. در این هواپیماها، تأکید بیشتر بر روی قابلیت مانوردهی هوایی و نبردهای نزدیک (dogfight) بود با سرعت‌های بالاتر، به همین جهت این جنگنده‌ها، در نبردهای هوا به هوا بسیار سریع عمل پس از نسل چهارم، مابین سال‌های ۱۹۹۰ تا ۲۰۰۰ نیز جنگنده‌هایی بسیار مشابه جنگنده‌های نسل چهارم، ولی با قابلیت‌های بهبود یافته و سیستم‌های پیشرفته‌تر مانند هواپیماهای سوپر هورنت، یوروفایتر تایفون و رافال تولید شدند که به جنگنده‌های نسل چهار و نیم مشهورند.

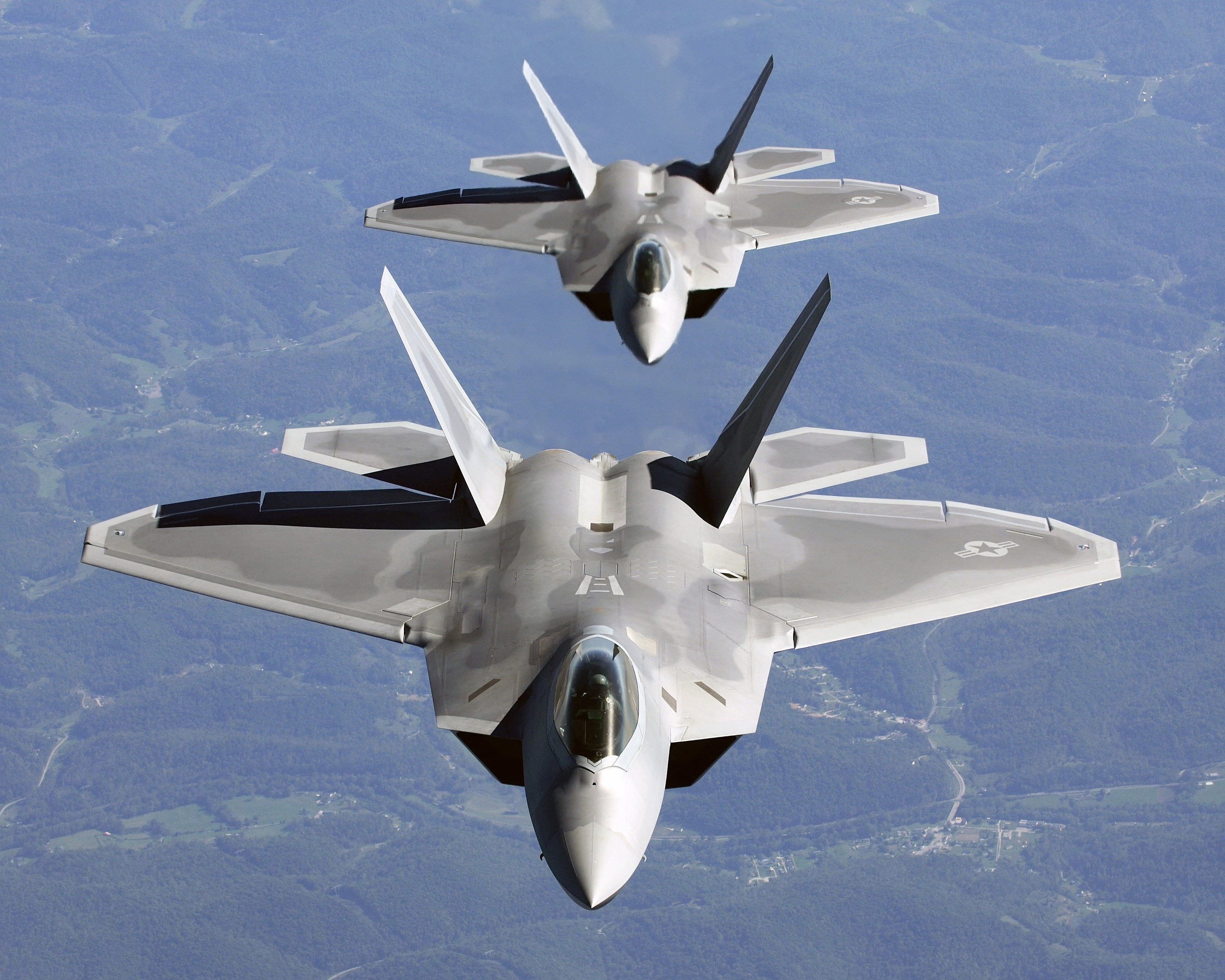
جنگنده آمریکایی اف-۲۲ رپتور نخستین هواپیمای نسل پنجم است که با توجه به حساسیت تکنولوژی آن به هیچ کشور دیگری فروخته نشده و درخواست‌های ژاپن، استرالیا و اسرائیل برای خرید آن رد شده است. این هواپیما اولین تجربه جنگی خود را در سال ۲۰۱۴ در جریان حمله علیه نیروهای دولت اسلامی (داعش) در عراق و سوریه به دست آورد.

از سال ۲۰۰۰ تا به امروز، نسل بسیار جدیدی با نام نسل پنجم جنگنده‌ها پدید آمده است. در جنگنده‌های نسل پنجم که به صورت نمونه می‌توان به اف-۲۲ رپتور و اف-۳۵ آمریکایی و سوخو-۴۷ روسی اشاره کرد در این جنگنده‌ها خلبان دید کاملی را از صحنه نبرد به وسیله دستگاه‌های اویونیکی (الکترونیک پرواز) پیشرفته روی خود داشته و میدان را کاملاً در کنترل خود دارد. مهم‌ترین ویژگی جنگنده‌های نسل پنجم رادار گریزی (Stealth) است که به بقاپذیری جنگنده و محفوظ ماندن از دید راداری دشمن کمک شایانی می‌کند.

### پهپاد

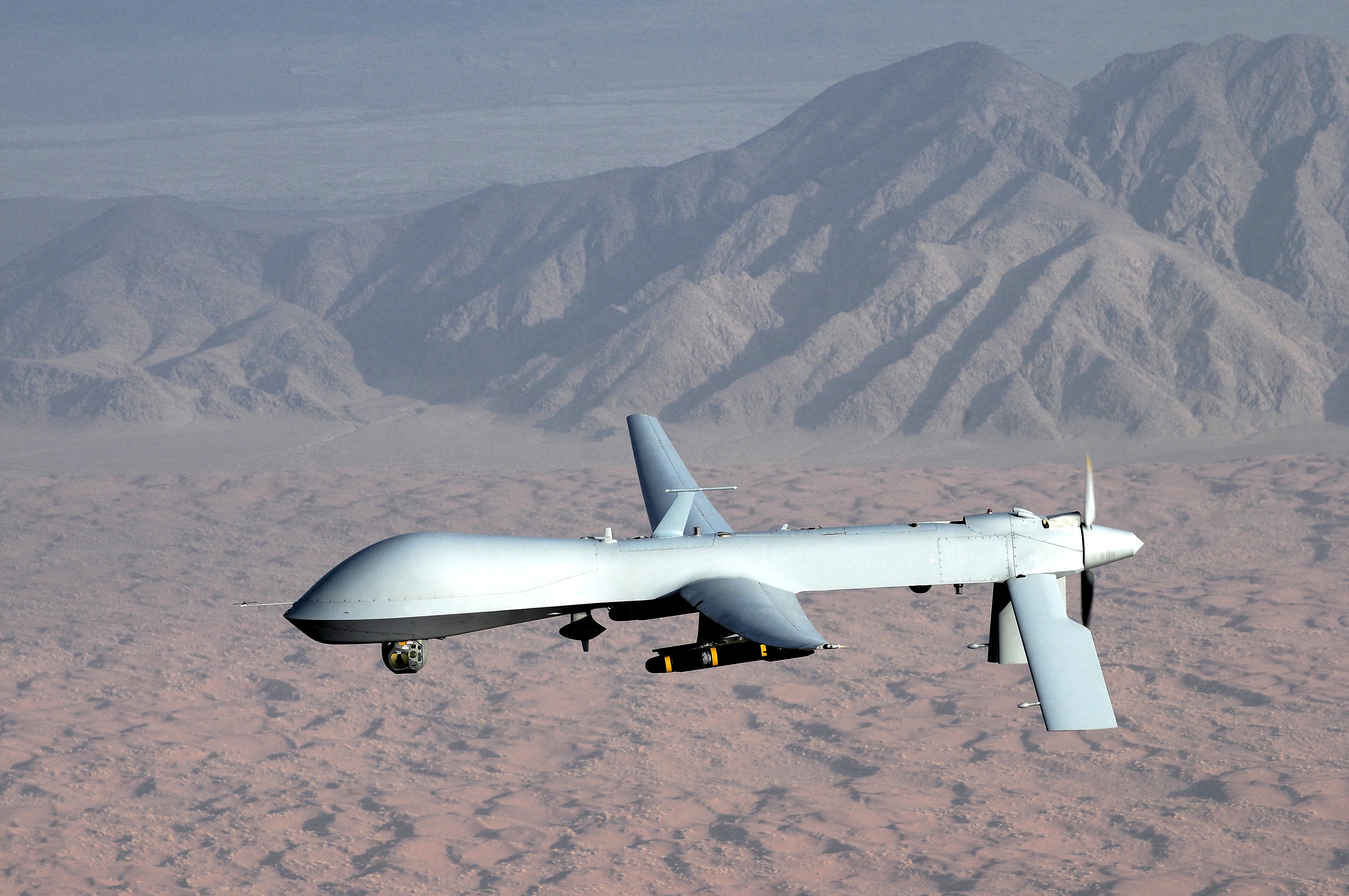
هواپیمای بدون سرنشین جاسوسی ام کیو-۱ پرداتور که ارتش آمریکا در جنگ خلیج فارس آن را به‌کار گرفت.

پرندهٔ هدایت‌پذیر از دور (با نماد اختصاری پَهپاد) یا هواپیمای بدون سرنشین چیزهای پرندهٔ هدایت‌پذیر از راه دور است. کنترل پهپاد بدون استفاده از انسان در درون آن صورت می‌گیرد. اگر چه انسان نیز می‌تواند به عنوان محموله در آن باشد. این وسیله پرنده از نیروهای آیرودینامیکی برای پرواز در مسیر دلخواه استفاده می‌کند. پهپادها یا به وسیلهٔ کنترل از راه دور یا با برنامه‌های پیش پروازی ریخته شده از قبل یا با سامانه‌های خودکار دینامیک هدایت می‌شوند. پهپادها در حال حاضر در برنامه‌های نظامی که شامل جاسوسی و حمله می‌شود فعالیت می‌کنند. این هواپیماها همچنین در برنامه‌های غیرنظامی مانند خاموش کردن آتش‌سوزی‌ها یا جایی که پرواز برای خلبان خطر دارد یا کنترل پلیس در ناآرامی‌ها و صحنه‌های جرم یا شناسایی بیشتر حوادث غیرمترقبه طبیعی استفاده‌می‌شوند.

## ایمنی
اگر مرگ هر مسافر را براساس کیلومتری که طی می‌کنند در نظر بگیریم، سفر با هواپیما ۱۰ برابر امن‌تر از سفر با اتوبوس و قطار است (بجز ماشین که تلفات بیشتر از اتوبوس و قطار دارد). اما با این حال تلفات هر سانحهٔ هوایی بسیار بیشتر از سوانح با دیگر وسایل نقلیه است.
همچنین تفاوت بسیاری بین هواپیماهای بزرگ تجاری و هواپیماهای شخصی کوچک وجود دارد به صورتی که هواپیماهای تجاری بزرگ ۸/۳ برابر امن‌تر هستند.
در سال‌های اخیر تعداد سوانح و کشته‌های هوایی به شدت در حال کمتر شدن است. به‌طوری‌که در سال ۲۰۱۳ فقط تعداد ۲۶۵ نفر در کل جهان بر اثر سانحهٔ هوایی درگذشتند. این در حالی است که در سال ۲۰۰۱ میلادی ۴۱۴۰ نفر کشته شدند که البته این آمار به همراه کشته‌های حملهٔ تروریستی ۱۱ سپتامبر است.
فجیع‌ترین سانحهٔ هوایی جهان حادثهٔ فرودگاه تنریف بود که در آن ۵۸۳ نفر جان باختند.
| سال  | تلفات | سوانح |
| ---- | ----- | ----- |
| ۲۰۱۳ | ۲۶۵   | ۱۳۸   |
| ۲۰۱۲ | ۷۹۴   | ۱۱۹   |
| ۲۰۱۱ | ۸۲۸   | ۱۱۷   |
| ۲۰۱۰ | ۱٬۱۱۵ | ۱۳۰   |
| ۲۰۰۹ | ۱٬۱۰۳ | ۱۲۲   |
| ۲۰۰۸ | ۸۸۴   | ۱۵۶   |
| ۲۰۰۷ | ۹۷۱   | ۱۴۷   |
| ۲۰۰۶ | ۱٬۲۹۴ | ۱۶۶   |
| ۲۰۰۵ | ۱٬۴۵۹ | ۱۸۵   |
| ۲۰۰۴ | ۷۷۱   | ۱۷۲   |
| ۲۰۰۳ | ۱٬۲۳۰ | ۱۹۹   |
| ۲۰۰۲ | ۱٬۴۱۳ | ۱۸۵   |
| ۲۰۰۱ | ۴٬۱۴۰ | ۲۰۰   |
| ۲۰۰۰ | ۱٬۵۸۲ | ۱۸۹   |
| ۱۹۹۹ | ۱٬۱۳۸ | ۲۱۱   |

## کتابشناسی
- Blatner, David. The Flying Book: Everything You've Ever Wondered About Flying On Airplanes. ISBN 0-8027-7691-4